# Richard Forster (photographe)
Richard Forster (né le 8 novembre 1940, à Genève et mort le 21 janvier 2025 à  Genève) est un photographe autodidacte suisse, surtout connu pour ses photographies de nu, en particulier dans des environnements naturels. Ses œuvres ont été publiées dans des livres et des magazines photo, montrées dans des expositions personnelles et collectives, récompensées lors de concours de photos. Forster est membre et contributeur de longue date de la Société Genevoise de Photographie,,,.

## Vie, éducation et carrière

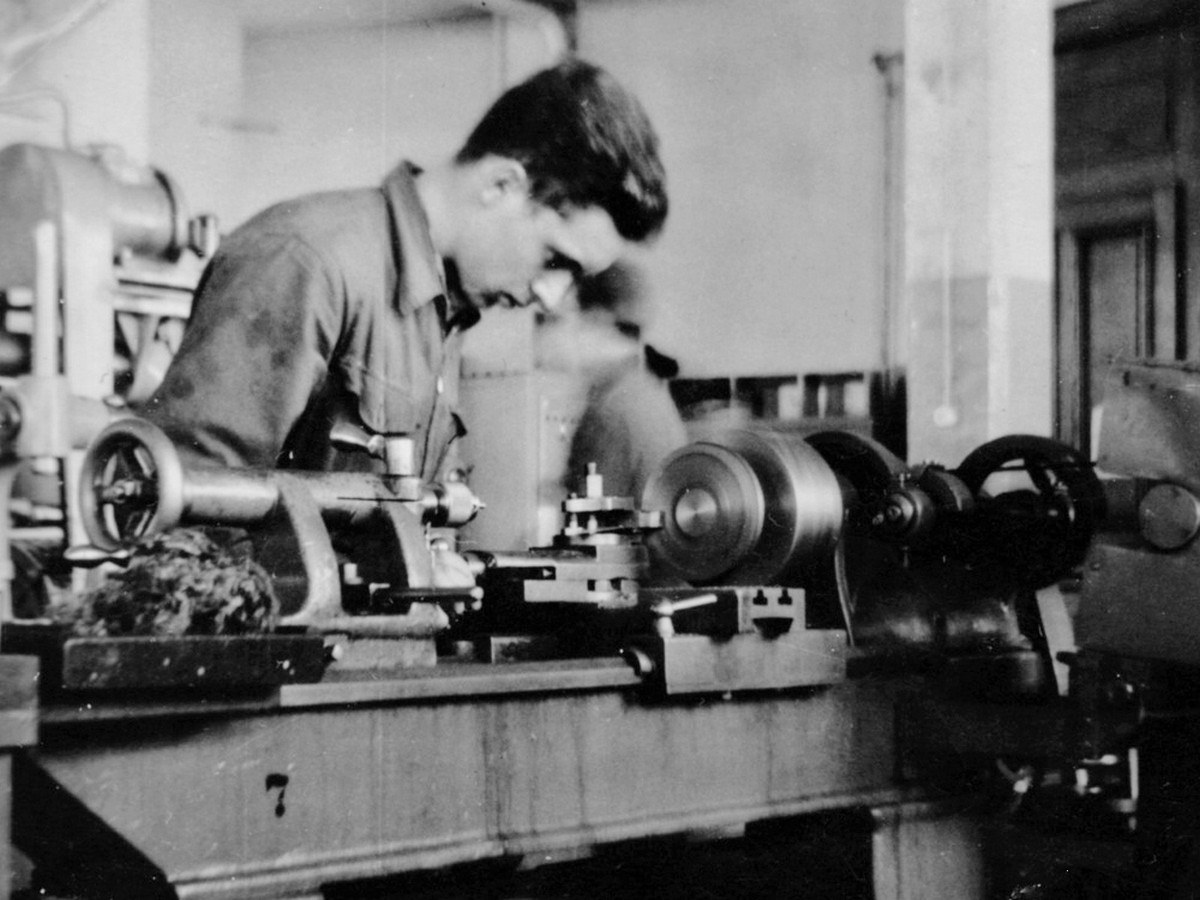
Apprenti mécanicien, 1957

Forster naquit le 8 novembre 1940 à Genève, de père Walter, linotypiste et de mère Marie, née Wohlgemuth. Ils déménagèrent à Genève en 1939 venant du canton de Soleure. Après l'école primaire et deux années au Collège Moderne de Genève (Ecole Professionnelle de Genève), il fit un apprentissage de mécanicien de précision à l'Ecole de Mécanique de Genève puis suivit des études à l'Ecole Technique Supérieure, également à Genève d'où il sortit diplômé en 1965. Sa thèse de diplôme porta sur la construction d'une machine-outil et il obtint le titre d'ingénieur en mécanique.
À partir de 1965, il travailla dans différents domaines de l'industrie : développement de construction chimique, vente de produits électromécaniques et de machines-outils, développement d'armement. En 1981, il prend un poste d'enseignant au Département de l'Instruction Publique à Genève, au Centre Technique de Formation Professionnelle où il enseigna le dessin technique, la mécanique, la physique, les mathématiques, la gestion d'entreprise et l'organisation industrielle. Forster prend sa retraite en 2005.

## Voyages et photographie

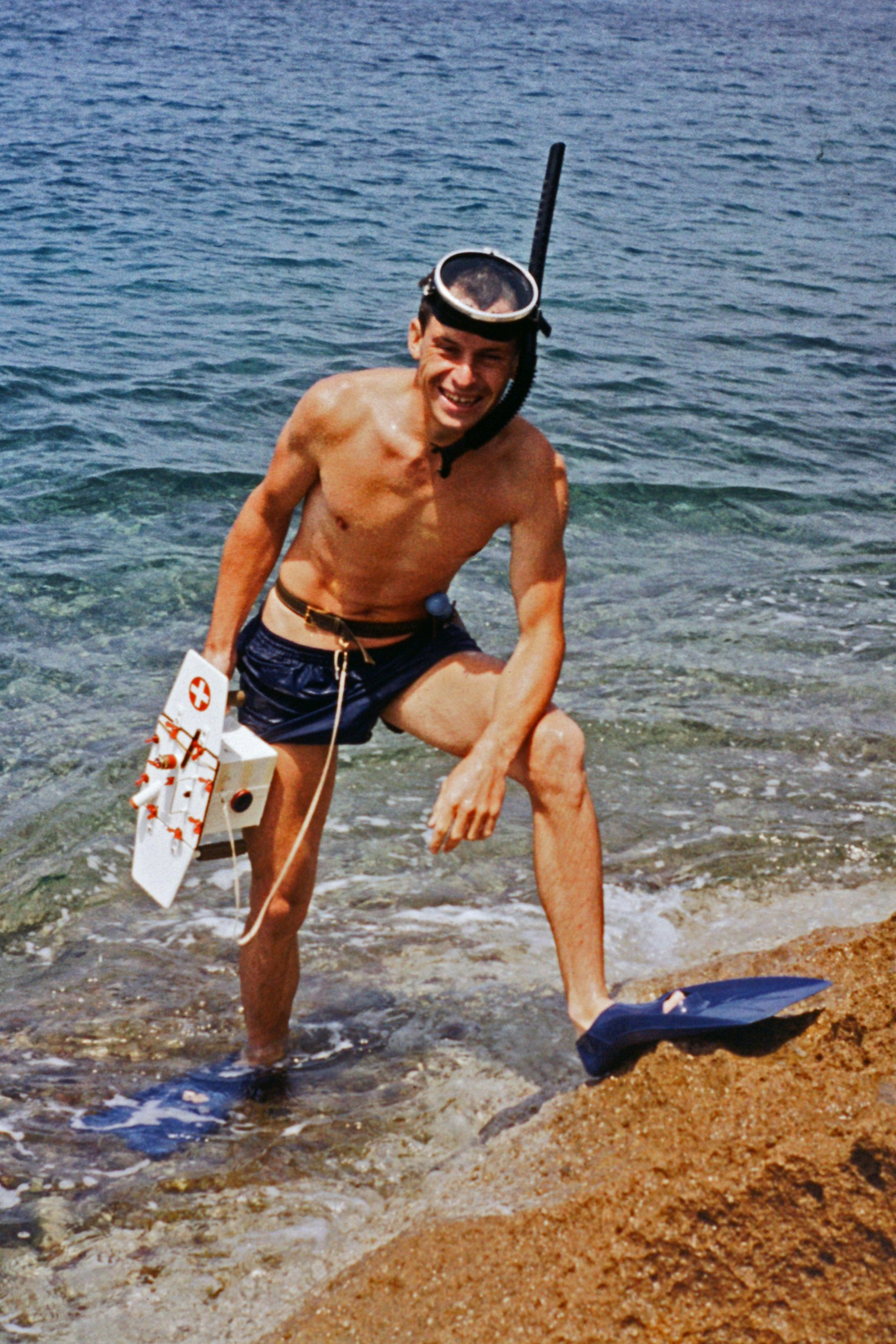
Île d'Elbe, 1965

Forster fut confronté pour la première fois à un appareil photo dans ses toutes premières années lorsque sa mère prenait des photos de lui. À douze ans, il obtint son premier appareil, un Kodak Brownie 127, pour le cadeau d'anniversaire avec lequel il photographia des paysages et ses camarades de classe. Plus tard, il acquit un Rolleiflex 4x4 (gris) pour la photographie noir et blanc et un Voigtländer Vito BL pour la photographie couleur. Comme il était également très intéressé par la plongée sous-marine, il conçut et construisit un boîtier étanche pour le Rolleiflex avec lequel il réalisa ses premières photos sous-marines en noir et blanc durant l'été 1957 sur la Côte d'Azur où il se rendit à vélo avec un ami. Le diamètre de la vitre avant de l'objectif étant trop petit, ses images présentèrent malheureusement un effet de vignettage. Il acquit par la suite un appareil photo sous-marin Nikonos V. En 1958, il suivit le cours de photographie pour débutants à la SGP, Société Genevoise de Photographie, où il collabore à ce jour à l'enseignement et d'autres activités,,,.
La possibilité de participer avec ses idées et sentiments au spectacle du monde d'une manière plus concrète et active qu'en restant simple spectateur l'attira alors irrésistiblement vers la photographie. Pour élargir ses horizons, il décida de voyager avec l'argent économisé en travaillant comme pompiste à une station-service pendant ses vacances scolaires. Durant l'été 1961, Forster partit en auto-stop sur les routes d'Allemagne jusqu'à Hambourg avec son appareil photo en bandoulière. Cette expérience positive le conduisit en 1962 à un second grand voyage à travers l'Italie et la Yougoslavie jusqu'en Turquie, et en traversant la Cappadoce jusqu'à la frontière syrienne. Cette même année, il rencontra sa future épouse, Anne-Marie avec laquelle il partit en auto-stop en 1963 jusqu'en Écosse. En 1964, ils voyagèrent en Suisse à vélo avec une tente de camping et arrivèrent à l'Expo 64 à Lausanne. Pour leur lune de miel en 1965, ils voyagèrent en train au Portugal pour atteindre la pointe la plus occidentale du continent à Sagres. Leurs vacances familiales se déroulèrent dans les régions françaises de la Méditerranée. Ensuite, les destinations furent la Suisse, la Sicile, Chypre, Venise, Paris, l'Ouest américain en 1994 et 1999, et Ksar Ghilane en Tunisie,.

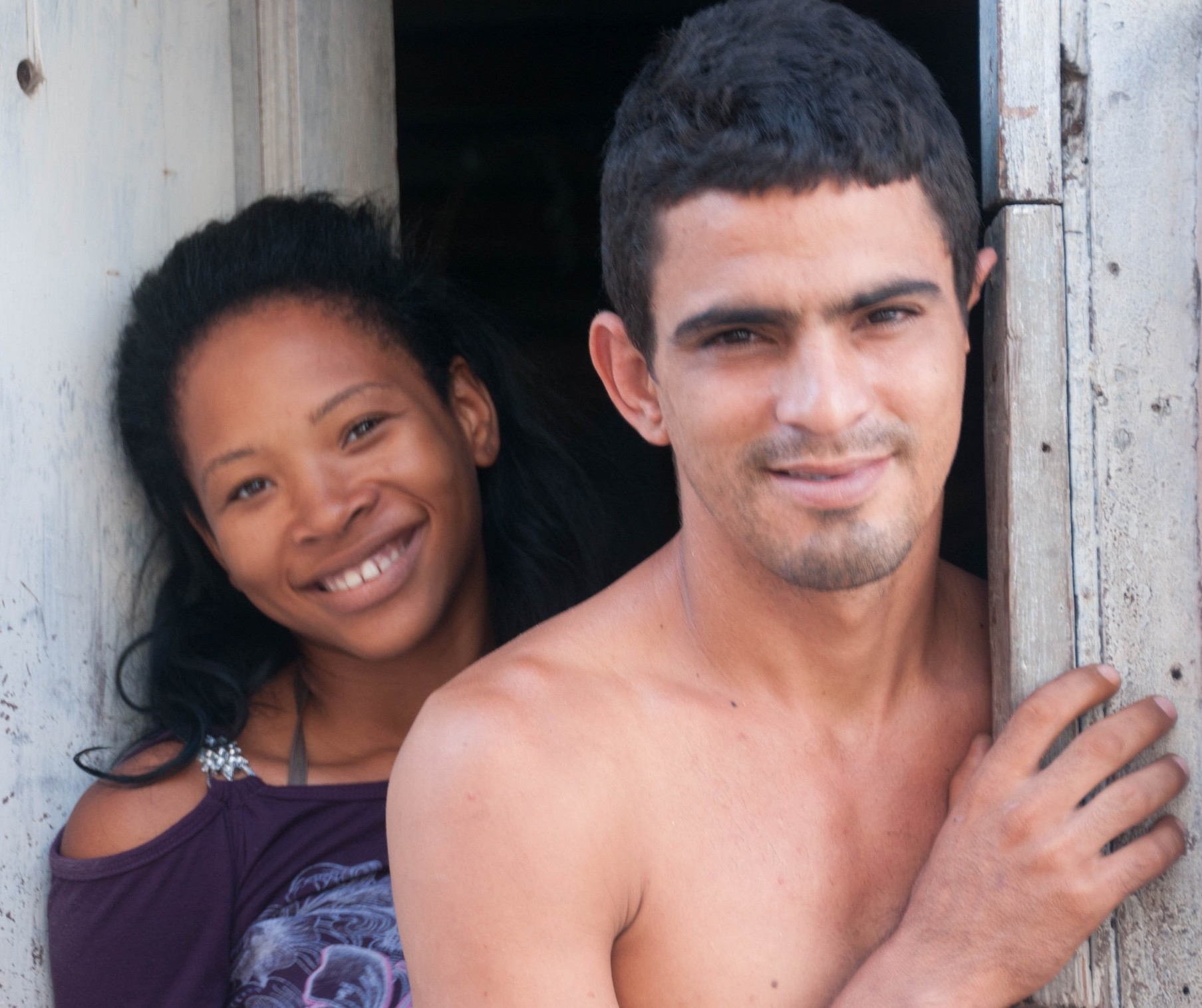
Cuba
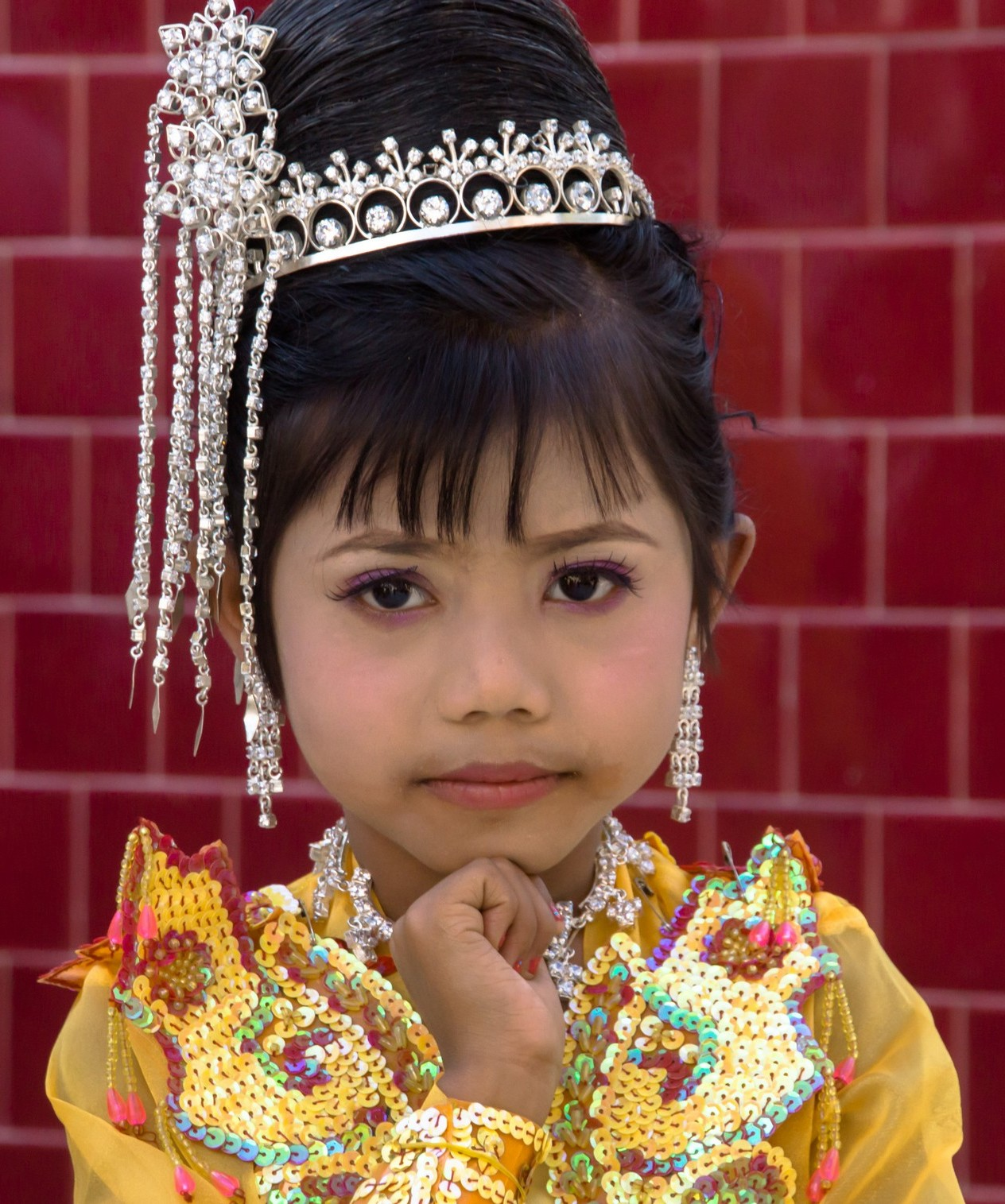
Myanmar
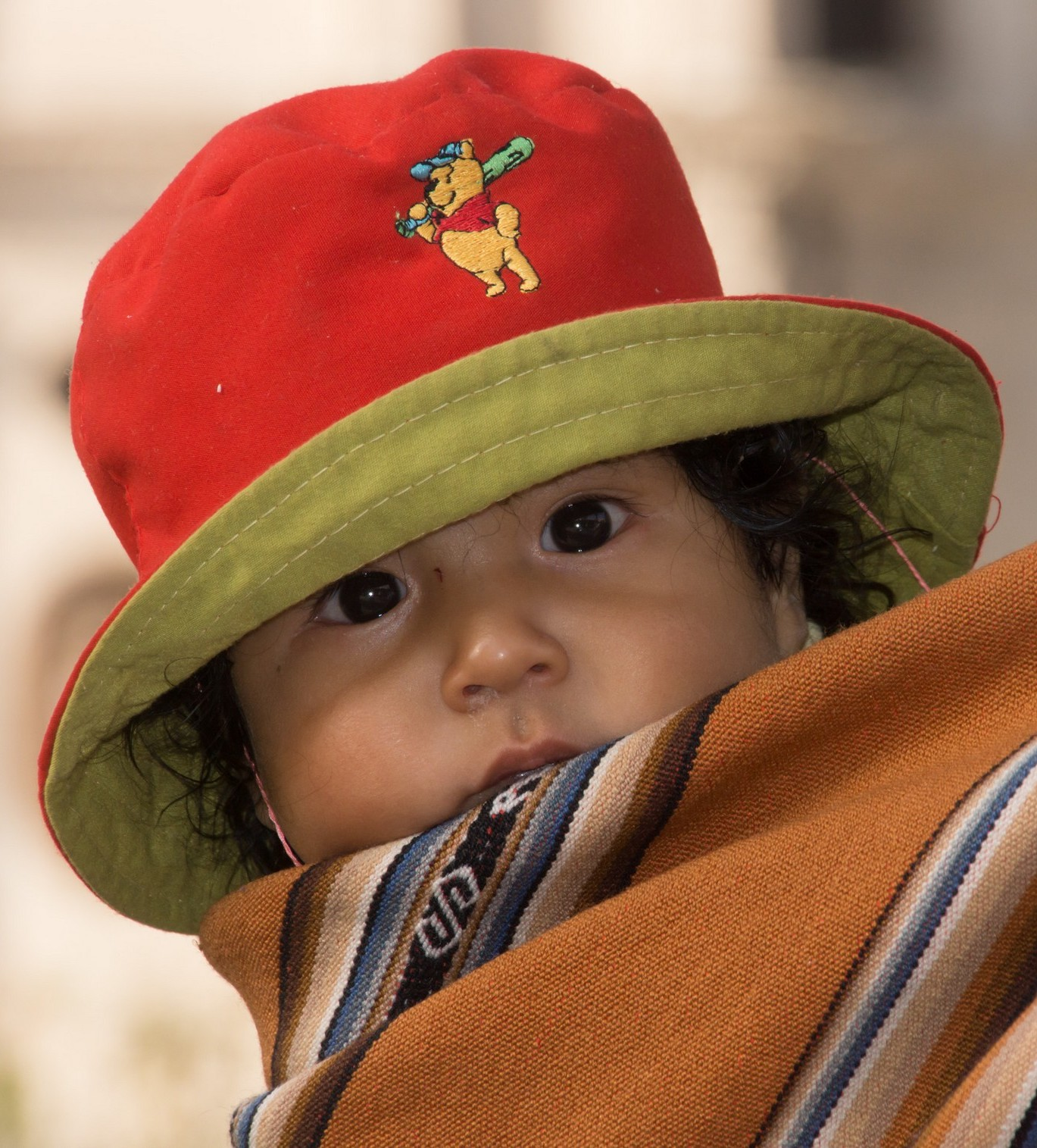
Pérou
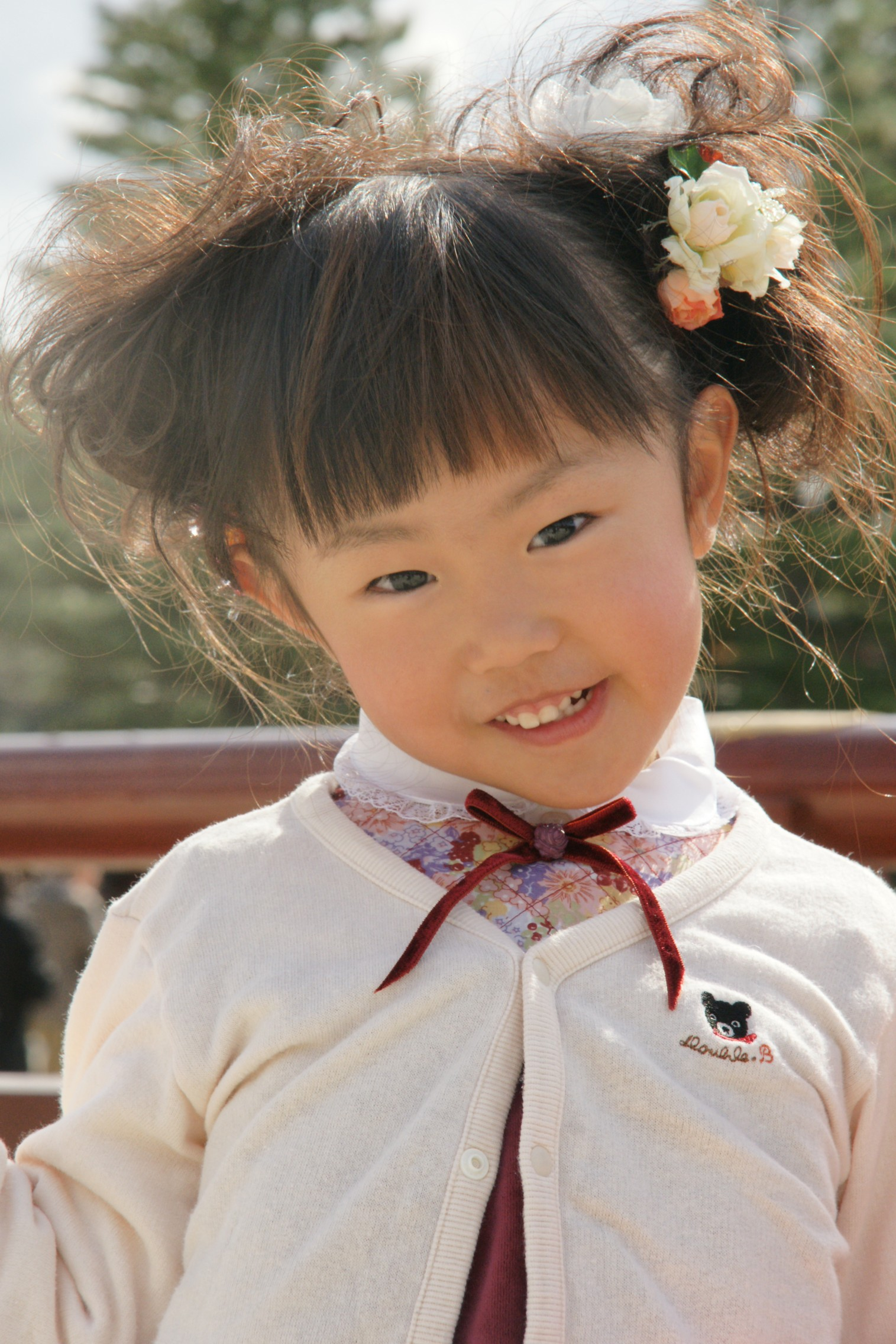
Japon
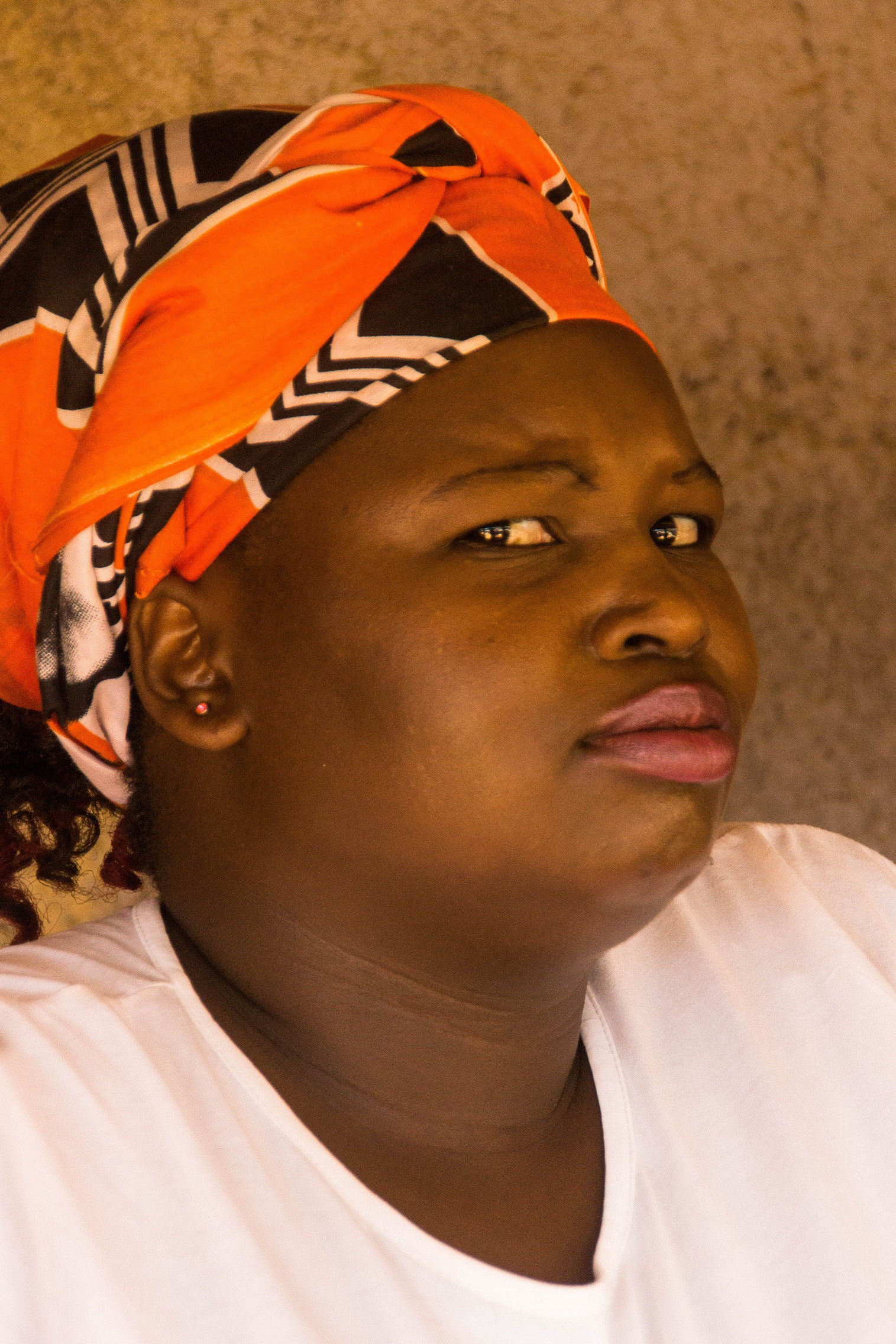
S'Afrique
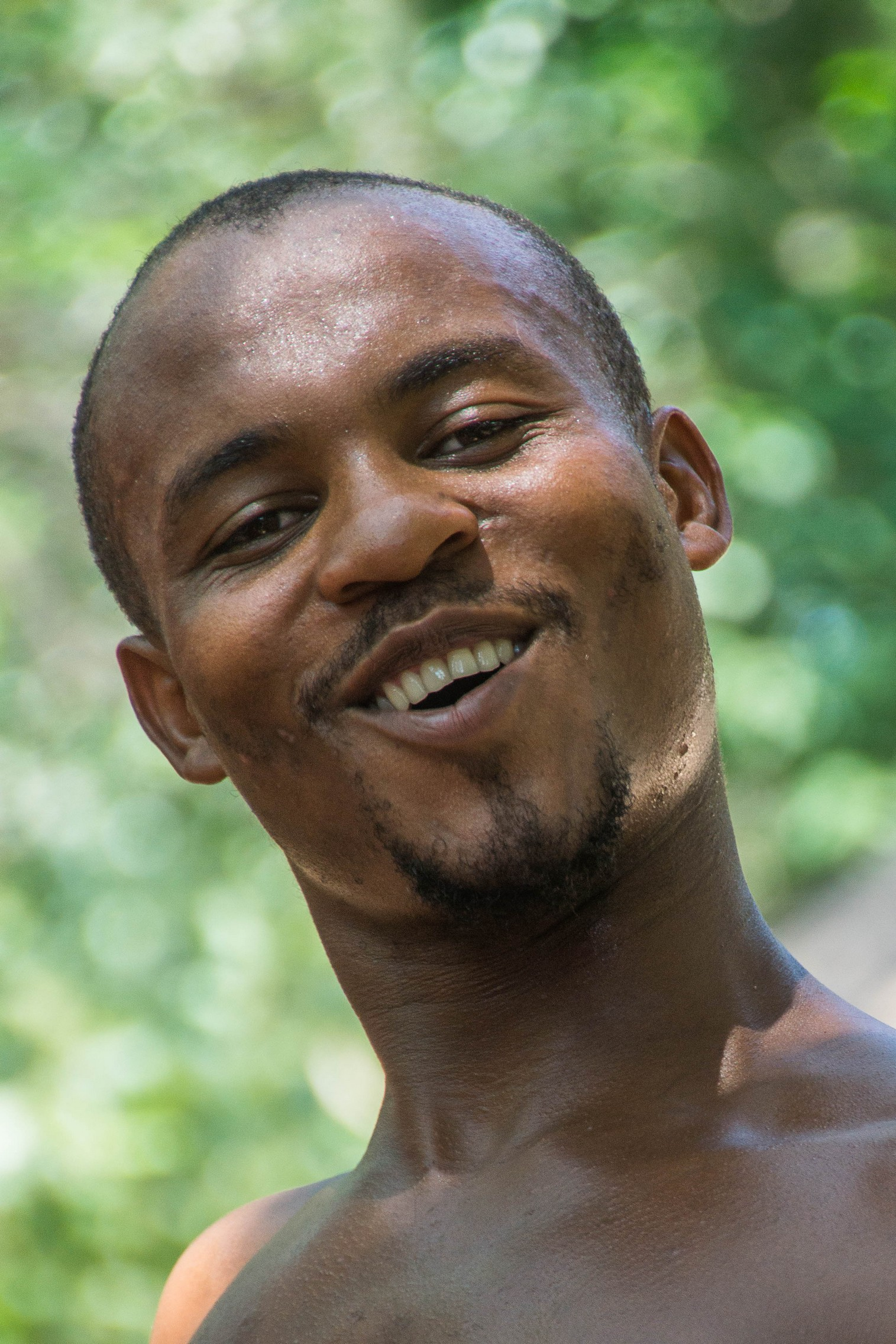
S'Afrique
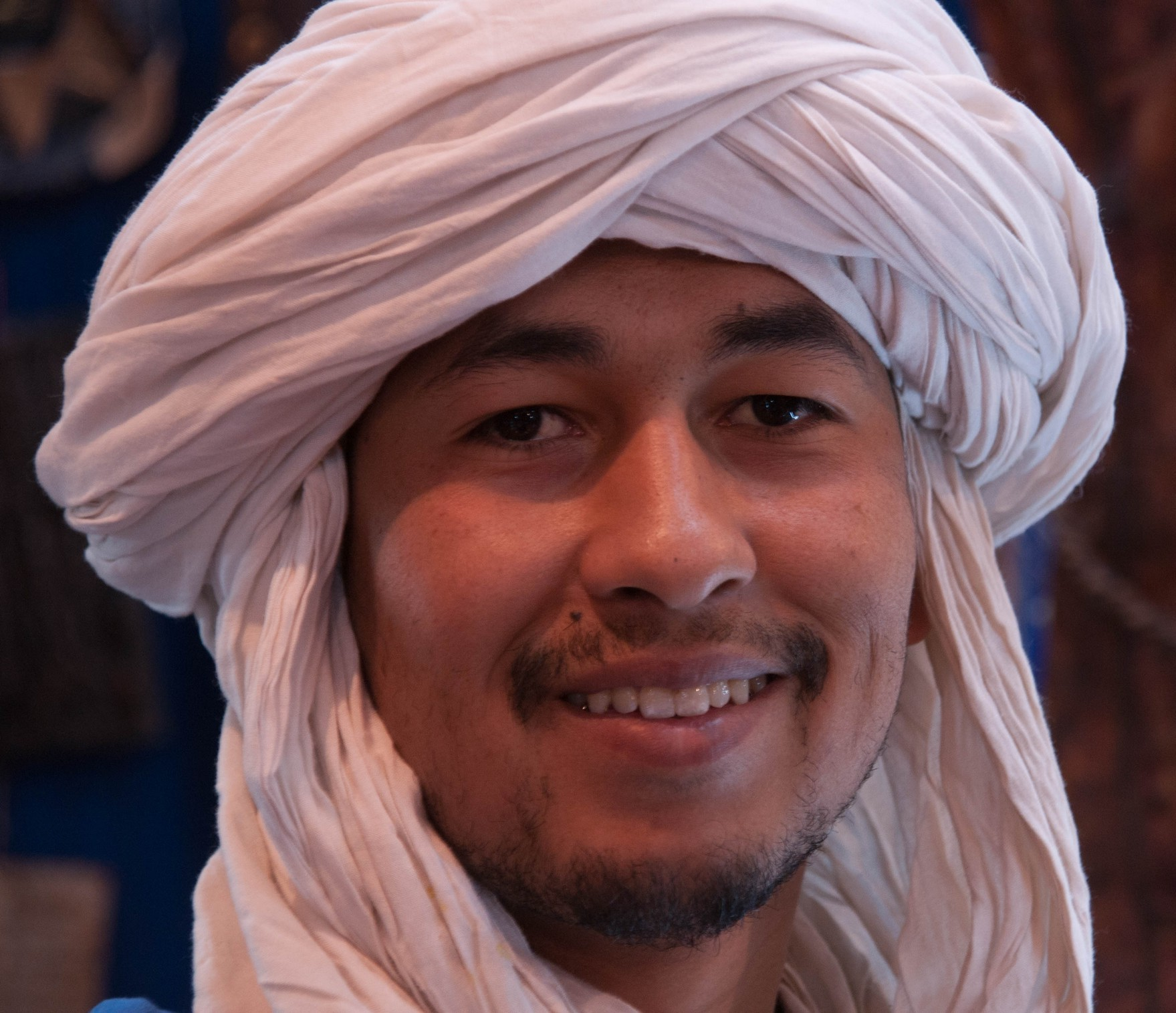
Maroc
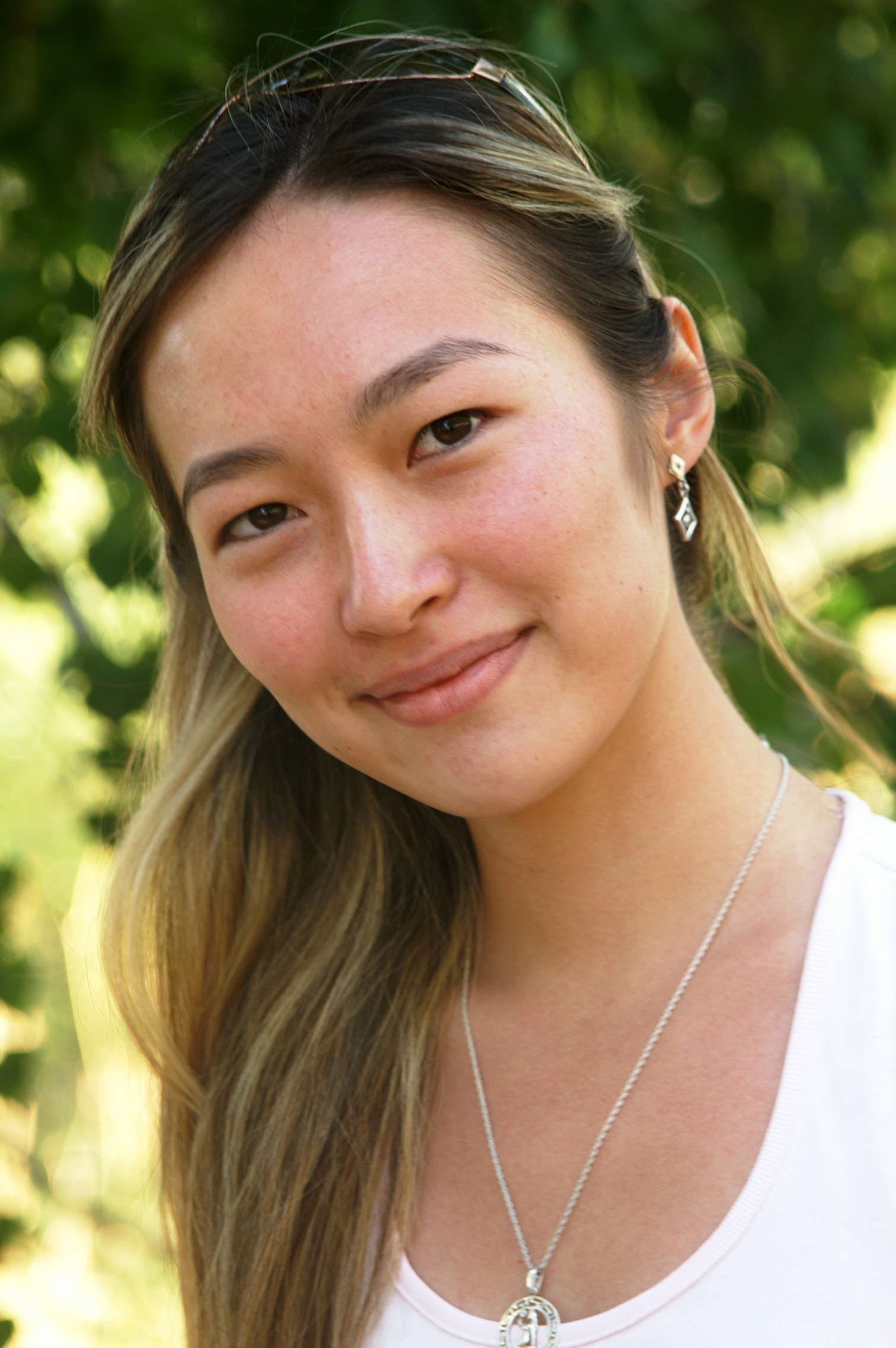
Kirghizie
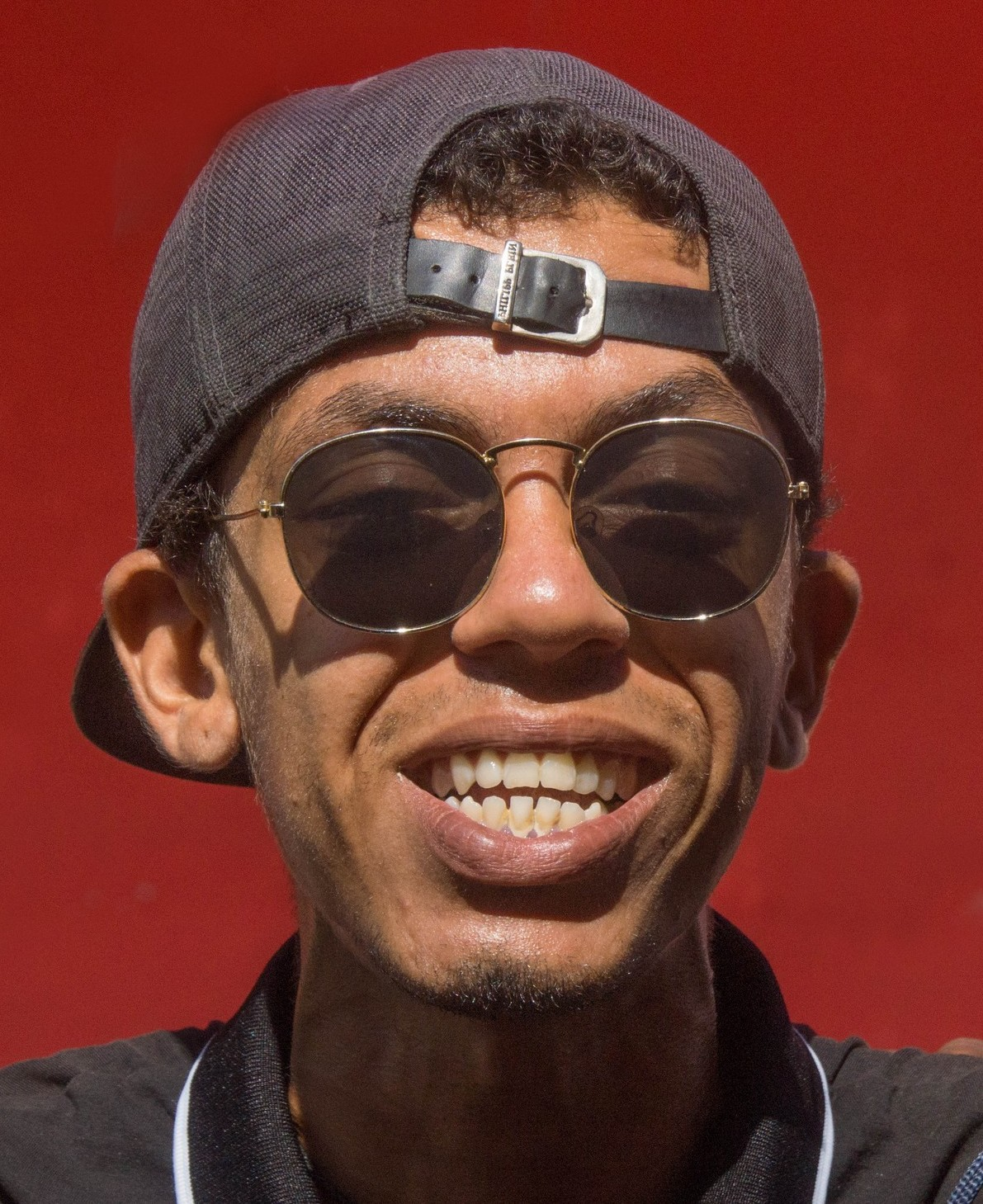
Colombie
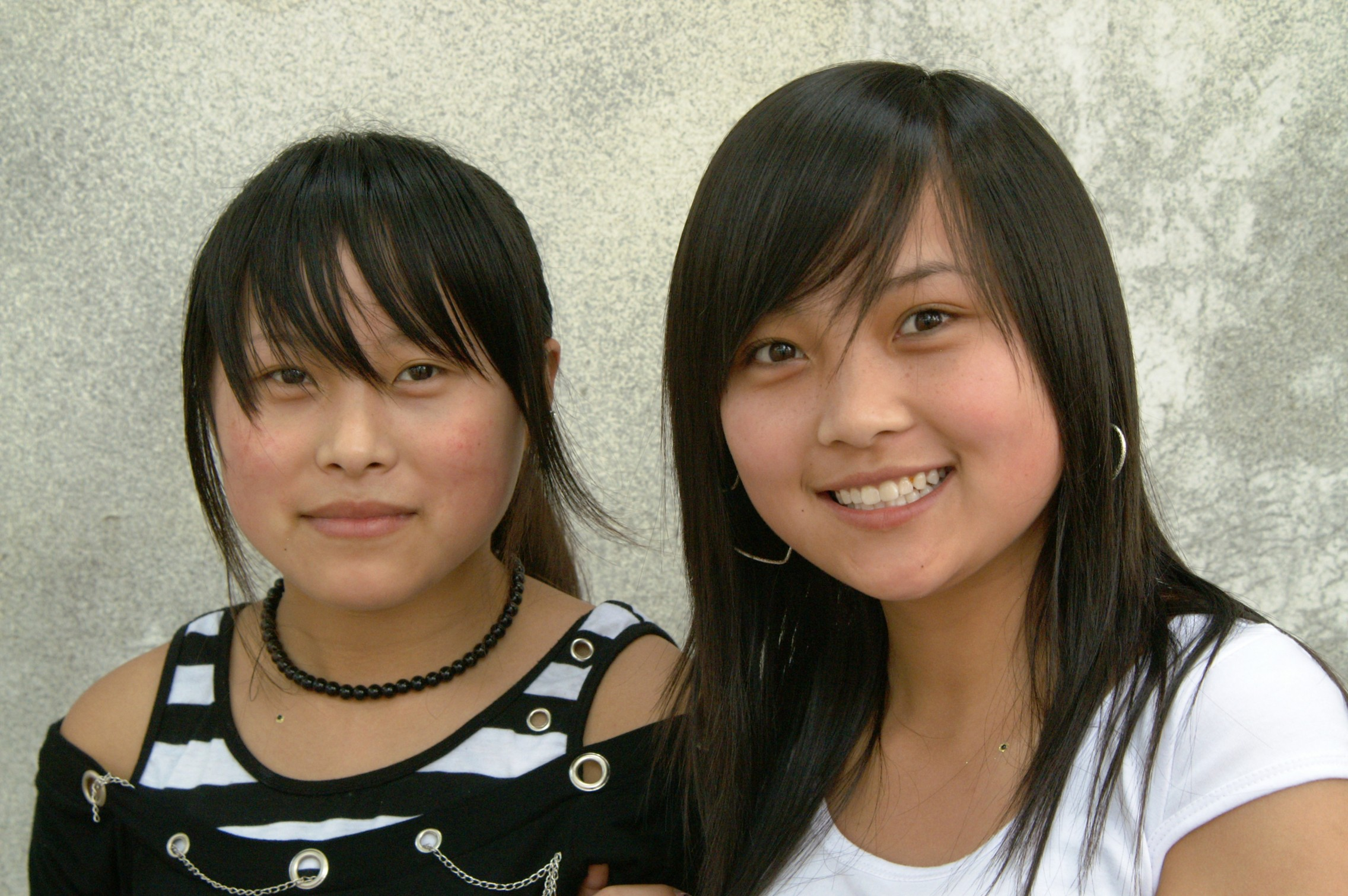
Chine

Après la mort d'Anne-Marie en 2007, Forster voyagea la même année de nouveau en Tunisie, en 2008 à Venise, en Chine, à Paris, au Kirghizistan  et en Égypte. En 2009, il se rendit au Vietnam, au Kenya, pour un safari photo et à Lanzarote pour un shooting avec un modèle. En 2010, il partit au Maroc, à Paris, au Japon et en 2011, en Inde - Rajasthan et redécouvrit aussi la Cappadoce et la Corse.

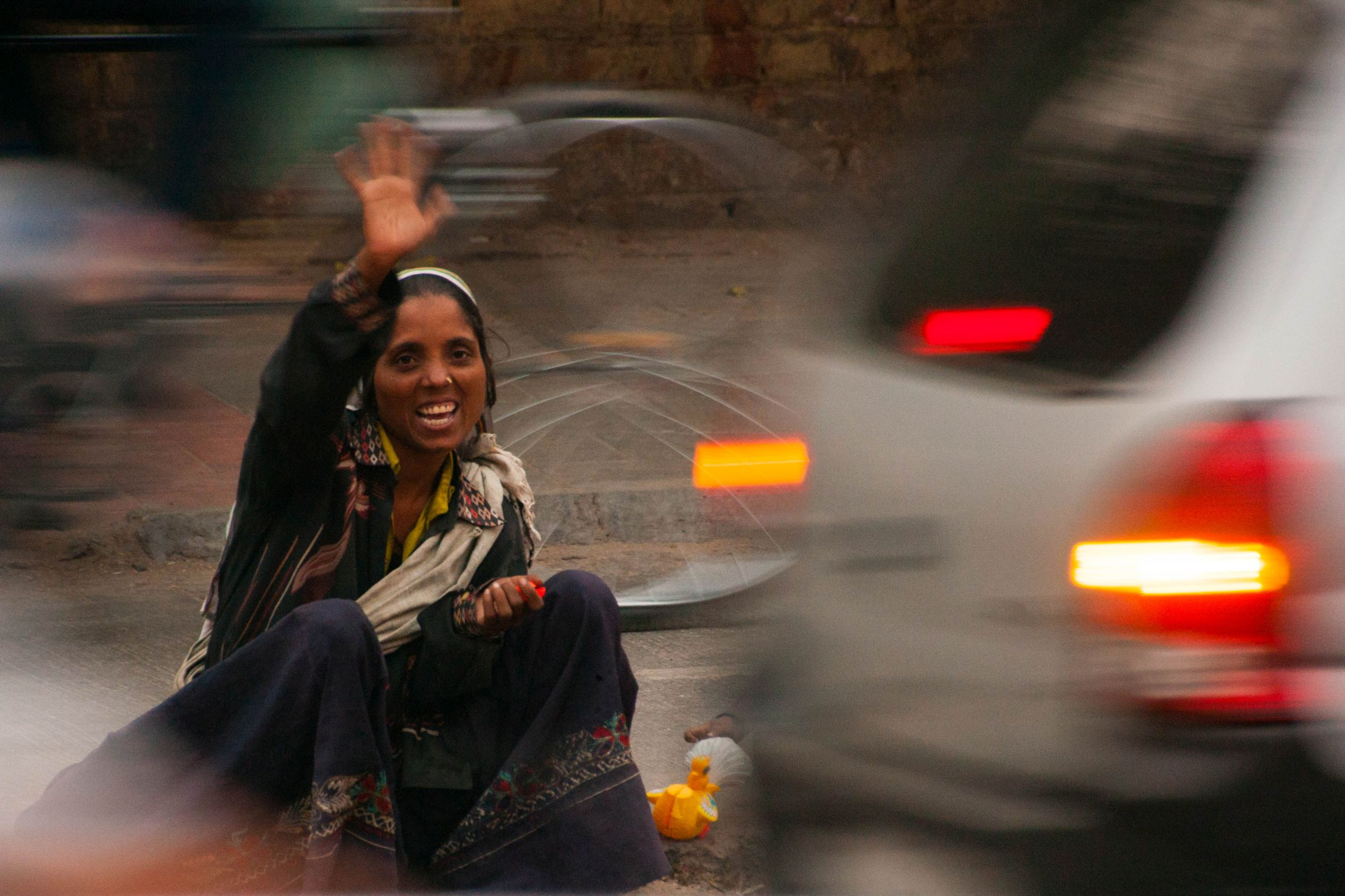
Une femme à Mumbai, 2011

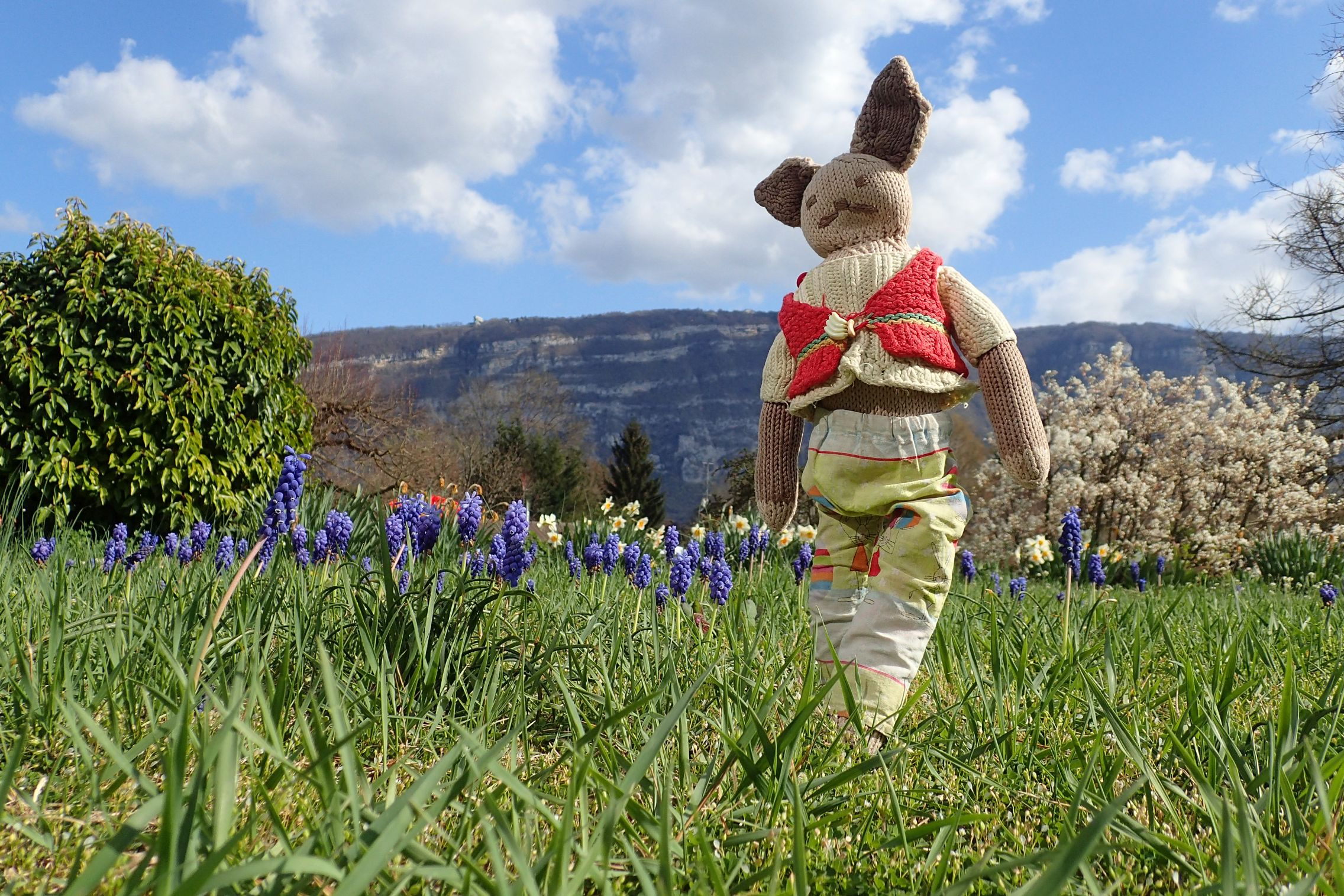
Lapinou dans le champ, 2016

En 2012, il visita les vignobles alsaciens, suivi de l'Indochine (Vietnam, Laos, Cambodge) et Cuba . En 2013, ce fut l'Islande et le Basler Fasnacht de Bâle. En 2014, les destinations furent Bruxelles, l'Espagne et le Pérou. En 2015 le Myanmar, Tokyo et la Bretagne. Après la rencontre de sa nouvelle compagne, les voyages se poursuivirent avec elle : en 2016, ils se rendirent à Paris, en Thaïlande et en Jordanie, en 2017 en Corse, en 2018, à Berlin, en Afrique du Sud, en Chine et au Tibet et enfin en 2019, en Inde du Sud et en Colombie,,.
Bien que l'essentiel des voyages de Forster est principalement constitué de photos de paysages et de photos de reportages, la meilleure partie de sa photographie de voyage est constituée de portraits,. Grâce à sa mascotte Lapinou, un genre de poupée de chiffon que sa femme lui avait confectionné quelques jours avant son décès, il put approcher très facilement les populations locales qu'il rencontrait. La plupart de ses portraits n'ont pas été pris en mode vertical habituel mais en mode horizontal. Sur son site photo aphroditephoto.net, qu'il créa en 2007, Forster a publié plus de 2000 portraits dans 24 collections,.

## Photographie de nu

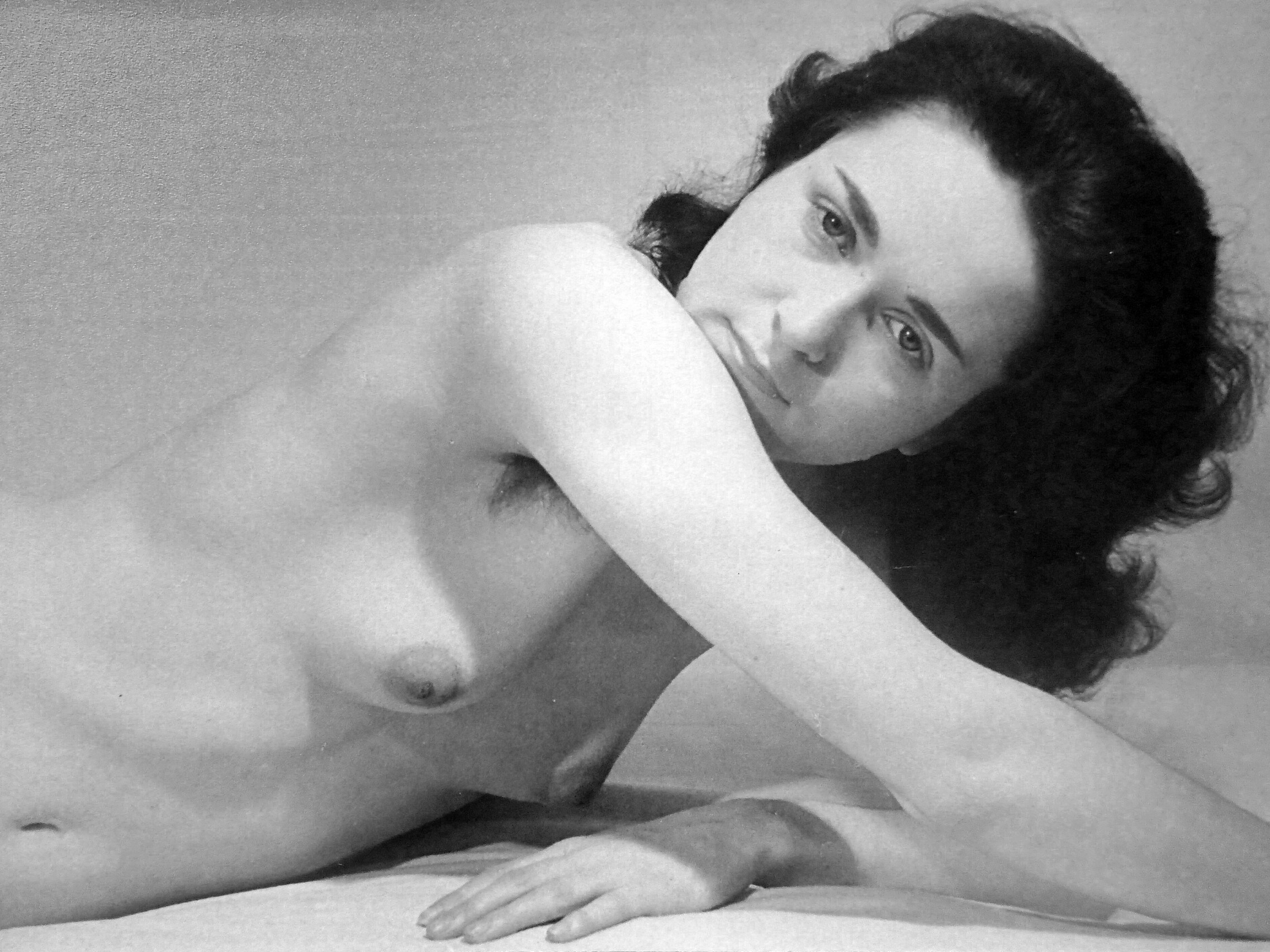
Ma muse, 1963

Sa première muse fut sa future épouse. C'est lors de leur voyage de noces au Portugal en 1965, qu'il la photographia nue pour la première fois sur une plage déserte d'Algarve. Alors qu'ils campaient sur l'Île d'Elbe en 1966, il continua à la photographier au bord de la mer. Dans les années 1970, ils découvrirent le naturisme et pendant leurs vacances estivales en famille, sur les plages naturistes, Forster pu facilement trouver de nouveaux modèles pour la photographie de nu parmi ses connaissances. Dans ses créations, il s'inspira beaucoup des œuvres de Lucien Clergue, le premier photographe admis à l'Académie des Beaux-Arts qui mêlait les corps nus de ses modèles au paysage et au ciel. Au fil des années, il rassembla une grande bibliothèque de livres sur le sujet dans laquelle il pouvait puiser ses idées. Forster n'a jamais utilisé de modèles professionnels, il les croisait lors de rencontres occasionnelles ou les contactait sur Internet. Avant un shooting, il leur expliquait en quoi consistait sa photographie, ses intentions artistiques pendant le travail, les détails techniques et les circonstances d'une séance photo particulière. Il mettait particulièrement l'accent sur l'interaction humaine, la construction d'une confiance mutuelle étant très importante. Ainsi, les modèles savaient toujours exactement ce qu'il attendait d'eux,.

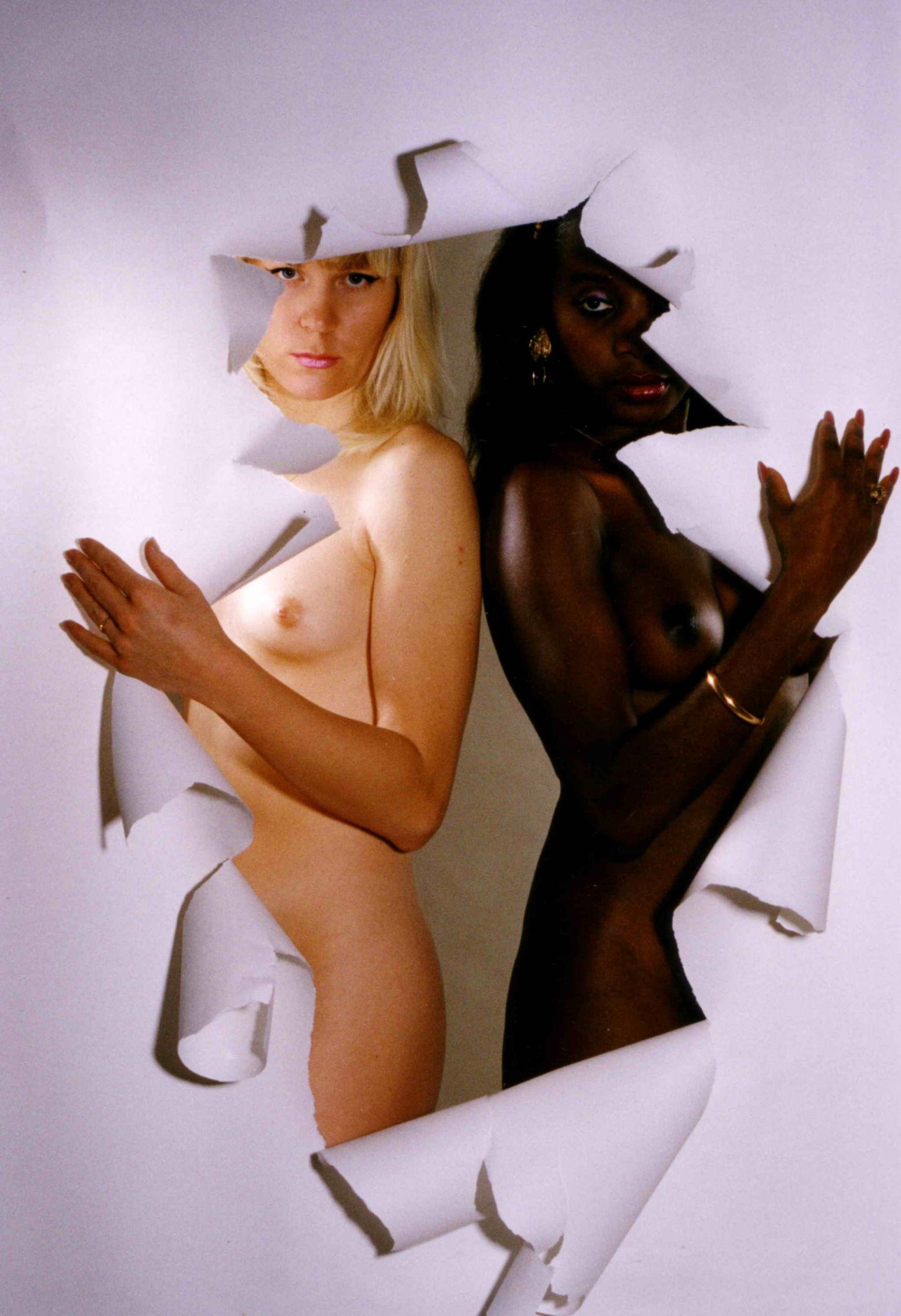
La déchirure, 1992

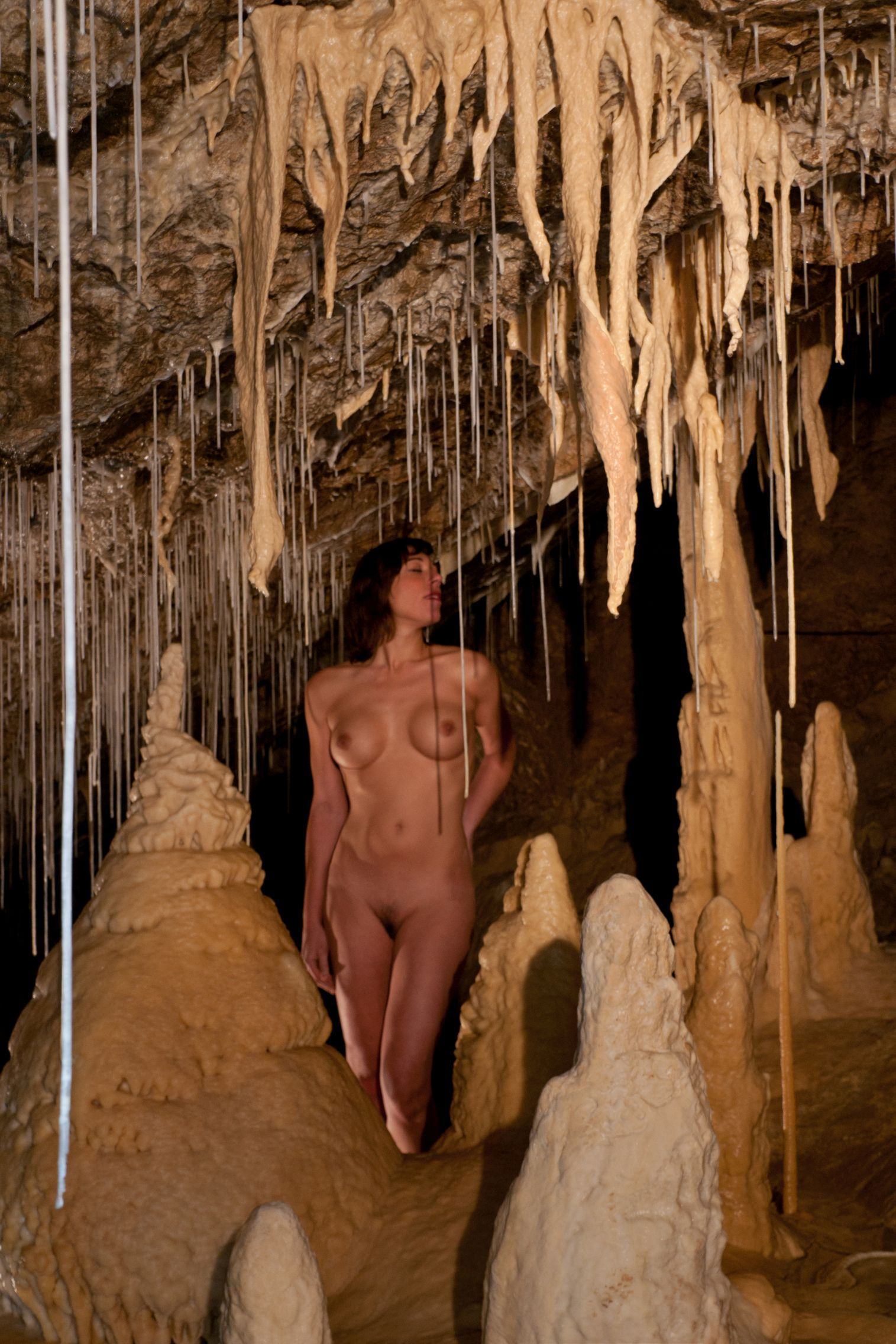
Salle des aiguilles, 2011

Les environnements les plus recherchés pour sa photographie de nu étaient des lieux naturels proches de l'eau tels que les bords de mer, les rochers, mais également d'autres lieux extérieurs tels que des espaces urbains vides ou des ruines abandonnées. Il était constamment à la recherche de nouveaux environnements et de nouveaux styles pour sa photographie. En 1987, lors d'un vernissage d'une exposition photo de Serge Nazarieff,, Forster rencontra Pierre Strinati, biologiste et spéléologue qui lui parla de spéléologie et de ses photos de nu dans des grottes. Après cette rencontre, il organisa plusieurs shootings souterrains dans l'une des grottes les plus longues de Suisse, les grottes de Vallorbe, où les principales difficultés rencontrées furent le taux d'humidité de 100 %, la basse température de 10 °C et la disposition des modèles et des flashs électroniques dans cet environnement si fragile et vierge,. Dans son studio photo, Forster prit la plupart de ses nus en noir et blanc. Il créa également des photos avec des effets de lumière rayée sur le corps et des compositions symétriques et réfléchies. Les enjeux concernant son travail en général et son sujet le plus aimé, la photographie sous-marine, pourraient être illustrés par ses deux de ses citations suivantes :
« La photographie de nu reste toujours sur le fil du rasoir car chacun percevra le résultat différemment, selon son éducation, sa culture ou son âge.
La photographie de modèles en milieu aquatique et sous-marin me passionne depuis des décennies. Une bonne photo sous-marine ne peut être réalisée que grâce à une parfaite coopération entre les deux partenaires. Pour commencer, le modèle doit être capable de nager sous l'eau les yeux ouverts et de pouvoir facilement rester en apnée pendant un certain temps dans des positions préalablement convenues . »

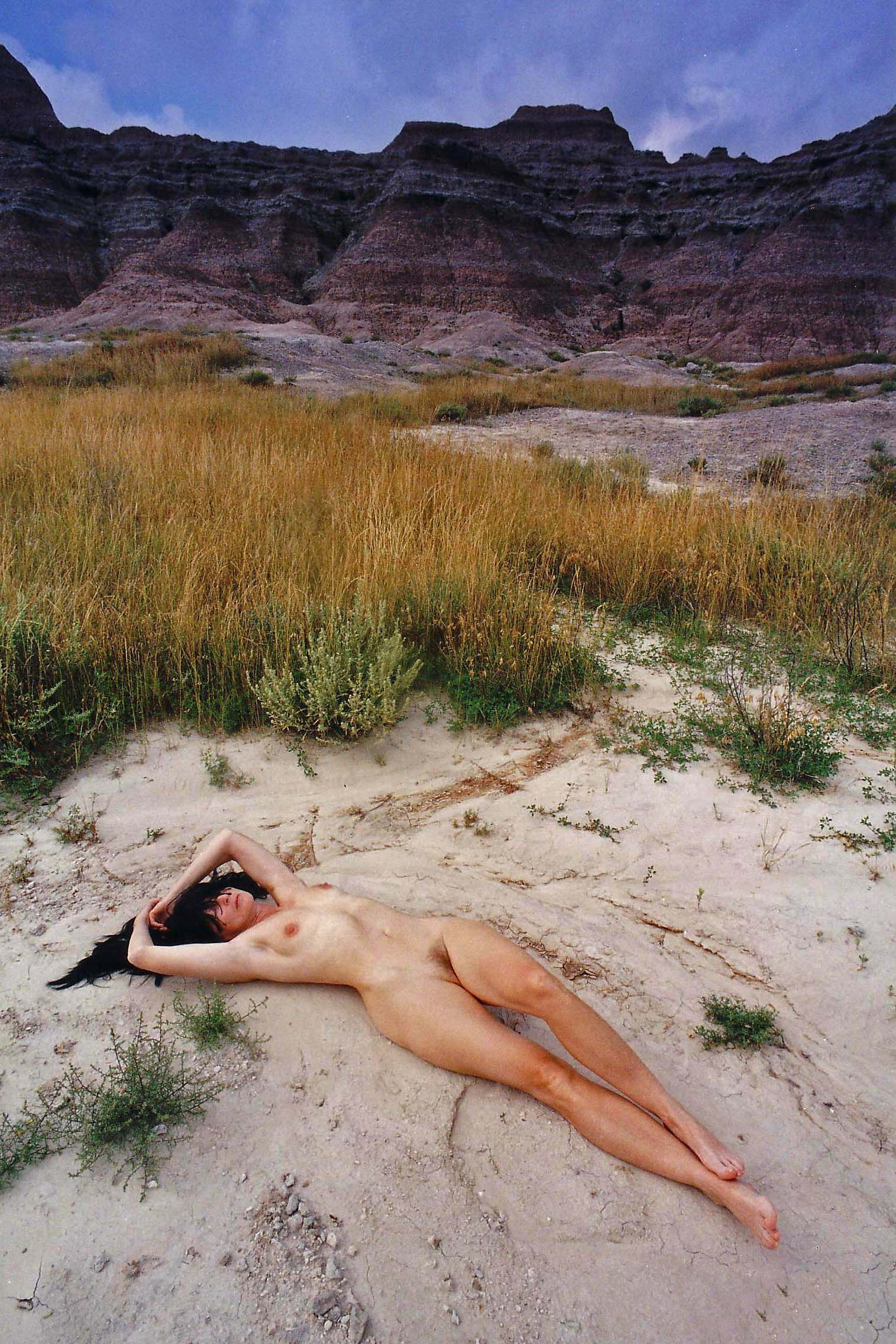
Badlands, 1999

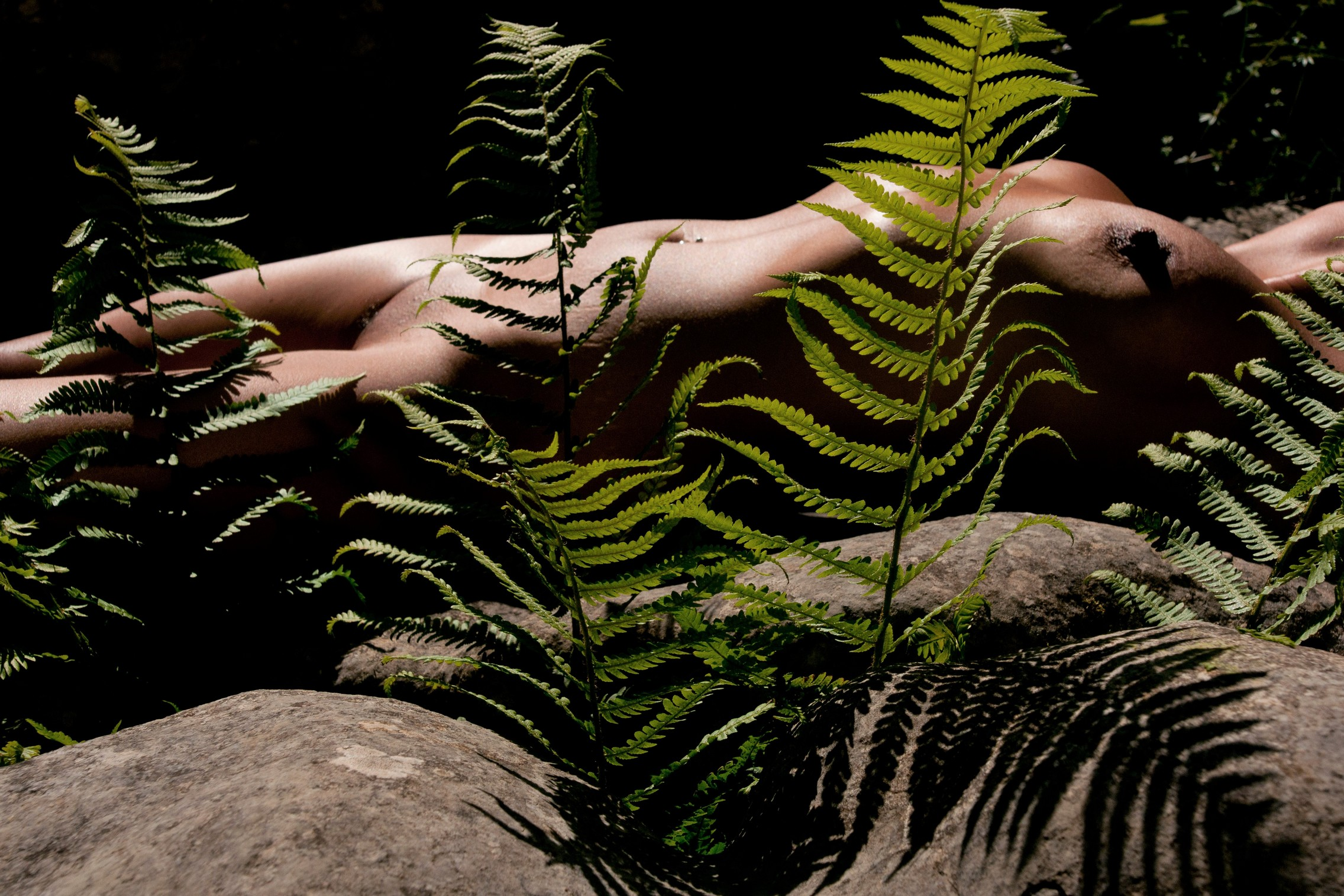
Fougères sur la roche, 2010

Les œuvres de Forster furent publiées dans plusieurs magazines photo, tels que Photographe Amateur, Photo, PHOTO Magazine SGP, PHOTO SUISSE, Expert Photo Vidéo, Media Expert, et Photo Spiegel, également en photo de couverture,, ainsi que dans les livres : De l'idée à l'image, Hot Nylons, Hot Voyeur Secrets, Le Big Book of Boobs, The Best of International Nudes Photography, et Fetish: the Best of International Contemporary Fetish Photography.
Il participa à de nombreux concours photo nationaux et internationaux et ses œuvres furent également sélectionnées comme photo de l'année : dans la revue Photo Suisse pour 1997, catégorie Nu couleur photo, pour 2001, catégorie N/B nu, pour 2002, catégorie Photo de nu N/B, pour 2007 dans les catégories Photo couleur nu et Photo N/B nu, dans la revue Photographe Amateur en 2001, catégorie Fesses,,,,.
Plusieurs concours photo dans lesquels ses images ont obtenu des prix eurent lieu sous le patronage de la FIAP (Fédération Internationale de l'Art Photographique) et pour ses réalisations, la FIAP lui décerna en 1993 le titre AFIAP (Artiste FIAP).

## Expositions personnelles
Jusqu'en 2021, Forster organisa les expositions personnelles suivantes, en Suisse et en France,,,,,,,:
- 1987 Paysages et Aphrodite, Galerie La Mansarde, Veyrier
- 1990 Corps en liberté, Galerie des Unions Chrétiennes, Genève
- 1993 Rêve entre porte et fenêtre, Galerie Decovision, Grenchen
- 1995 Femme, Galerie du Jardin Alpin, Meyrin
- 1997 Femmes de lumière, Galerie La Mansarde, Veyrier
- 1998 Miroir de femmes, Galerie Dow Chemical, Meyrin
- 1998 Portraits d'Américains, Galerie Expo Forum, Genève
- 1998 Filles de la mer, Galerie Photo Finish, Carouge
- 1999 Adam, Galerie de l'Horloge TPG, Genève
- 1999 Promenade en Bretagne, Galerie Expo Forum, Genève
- 2000 Lumières intérieures, Galerie Racines, Brétigny
- 2000 Encadrements, Galerie Ferme Rosset, Troinex
- 2002 Le miroir complice, Galerie Corps et Âme, Genève
- 2002 Éternel féminin, Galerie de l'Horloge TPG, Genève
- 2004 Sirènes, Galerie Delafontaine, Carouge
- 2004 Hot nylon, Galerie O Mots Doux, Genève
- 2008 Graffiti sexy, Galerie Ferme Rosset, Troinex
- 2009 Roches sensuelles, Galerie La Mansarde, Veyrier
- 2010 Femmes sublimes, Galerie de l'Horloge TPG, Genève
- 2020 Ondines, Galerie Le Clin d'œil, Corsier

## Galerie photo

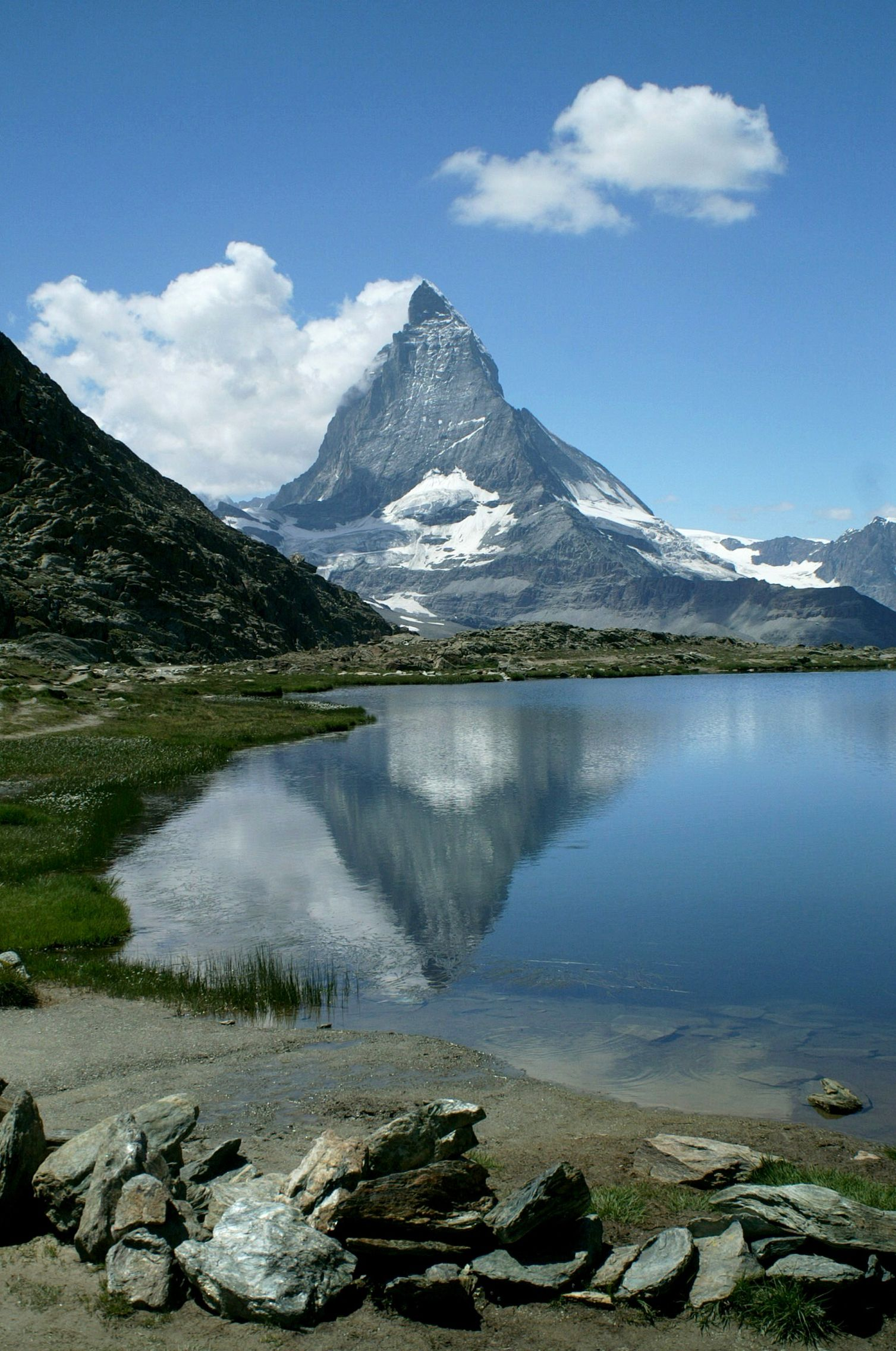
Cervin, Alpes Pennines, 2005
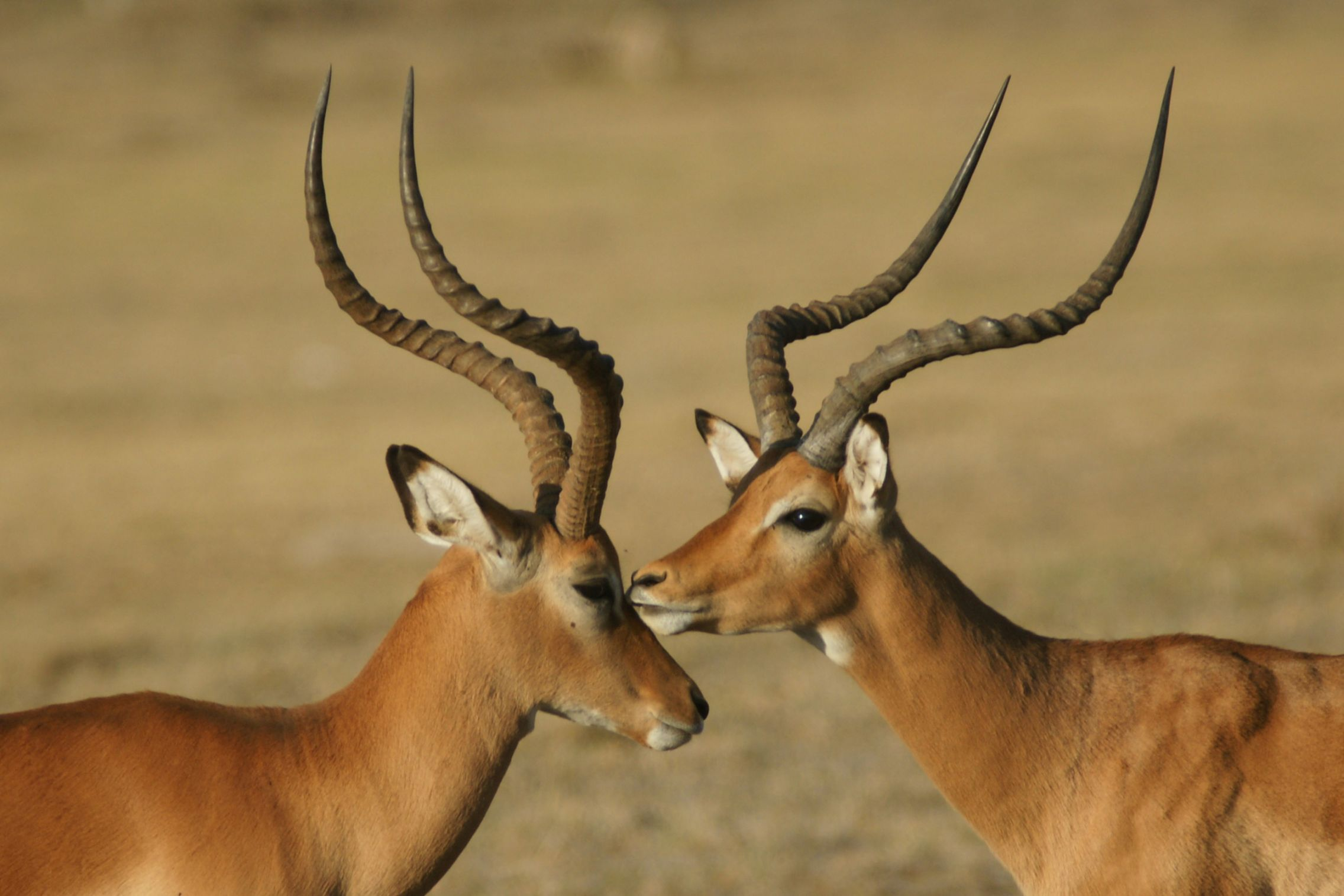
Deux antilopes, Masai Mara, 2009
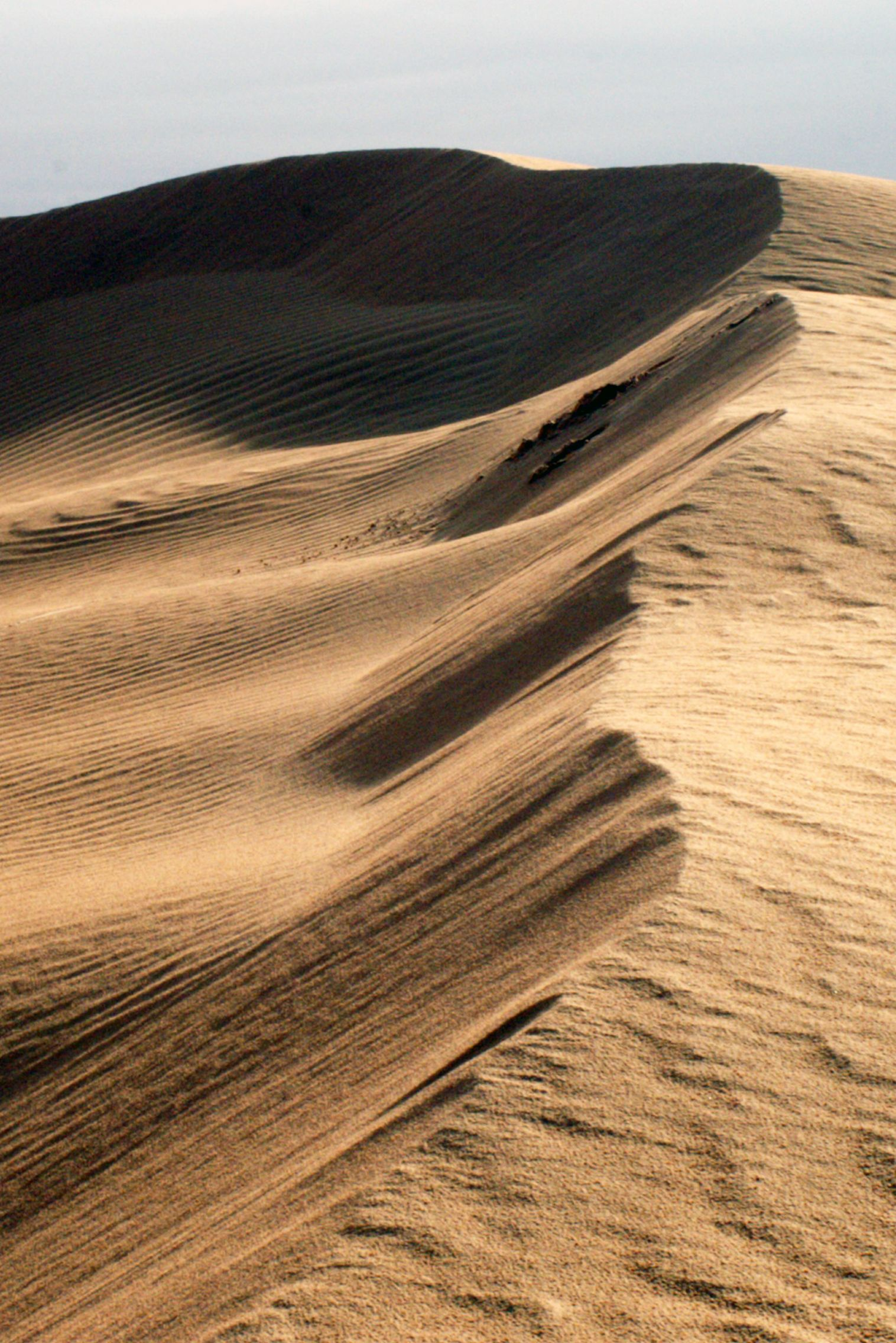
Désert de sable, Douz, 2005
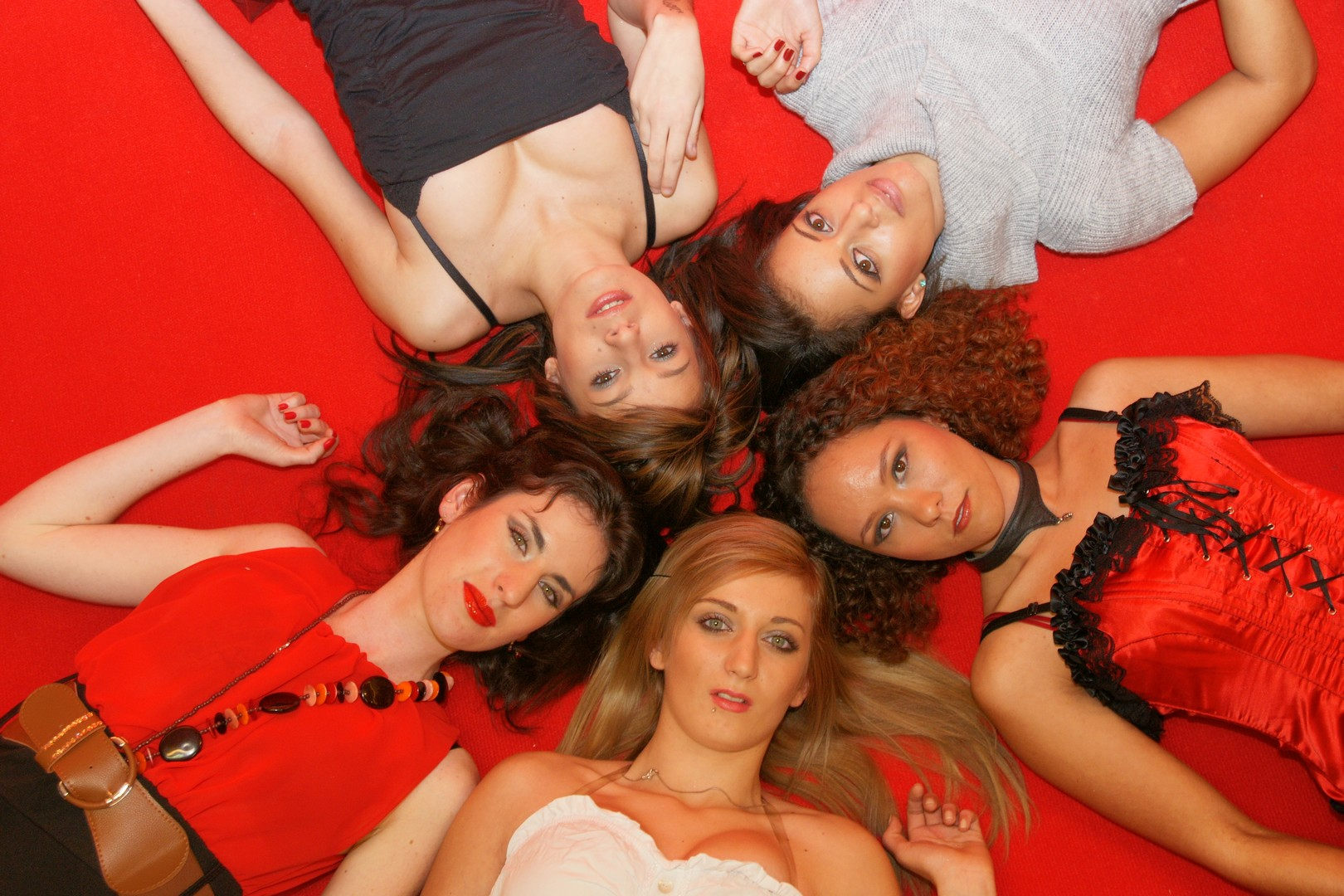
Glamour, 2011
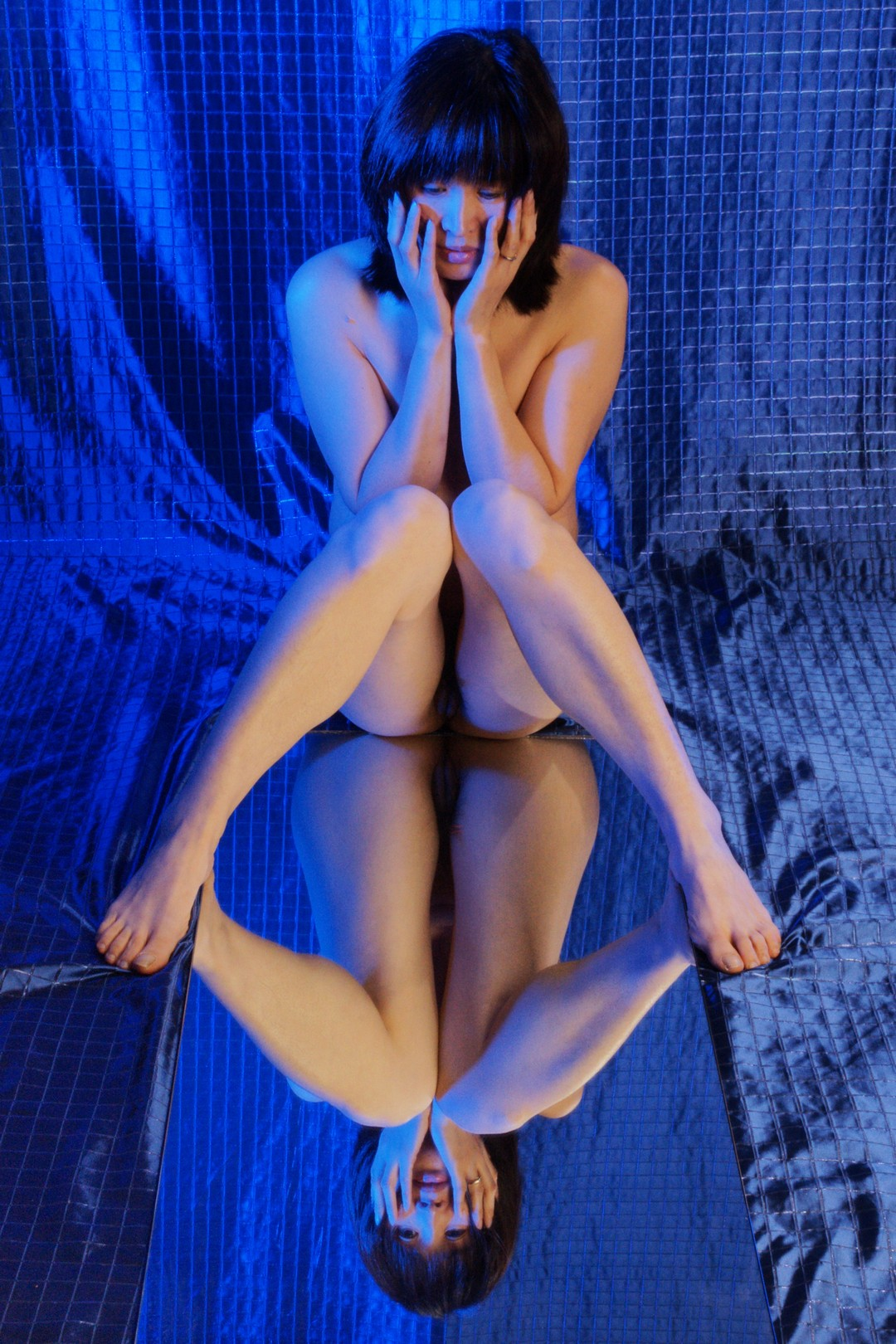
Fleur de Chine, 2010
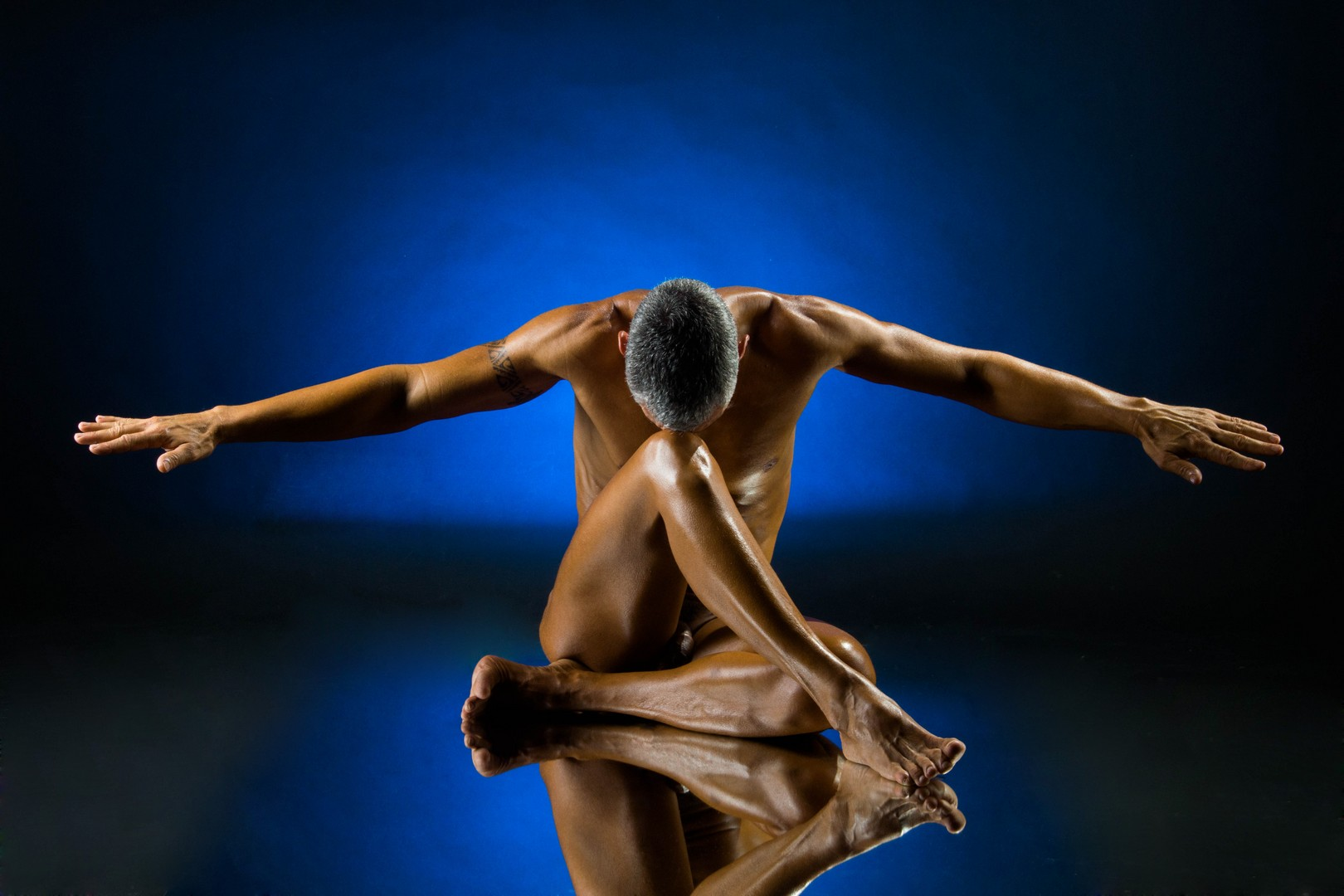
Méditation en bleu, 2016
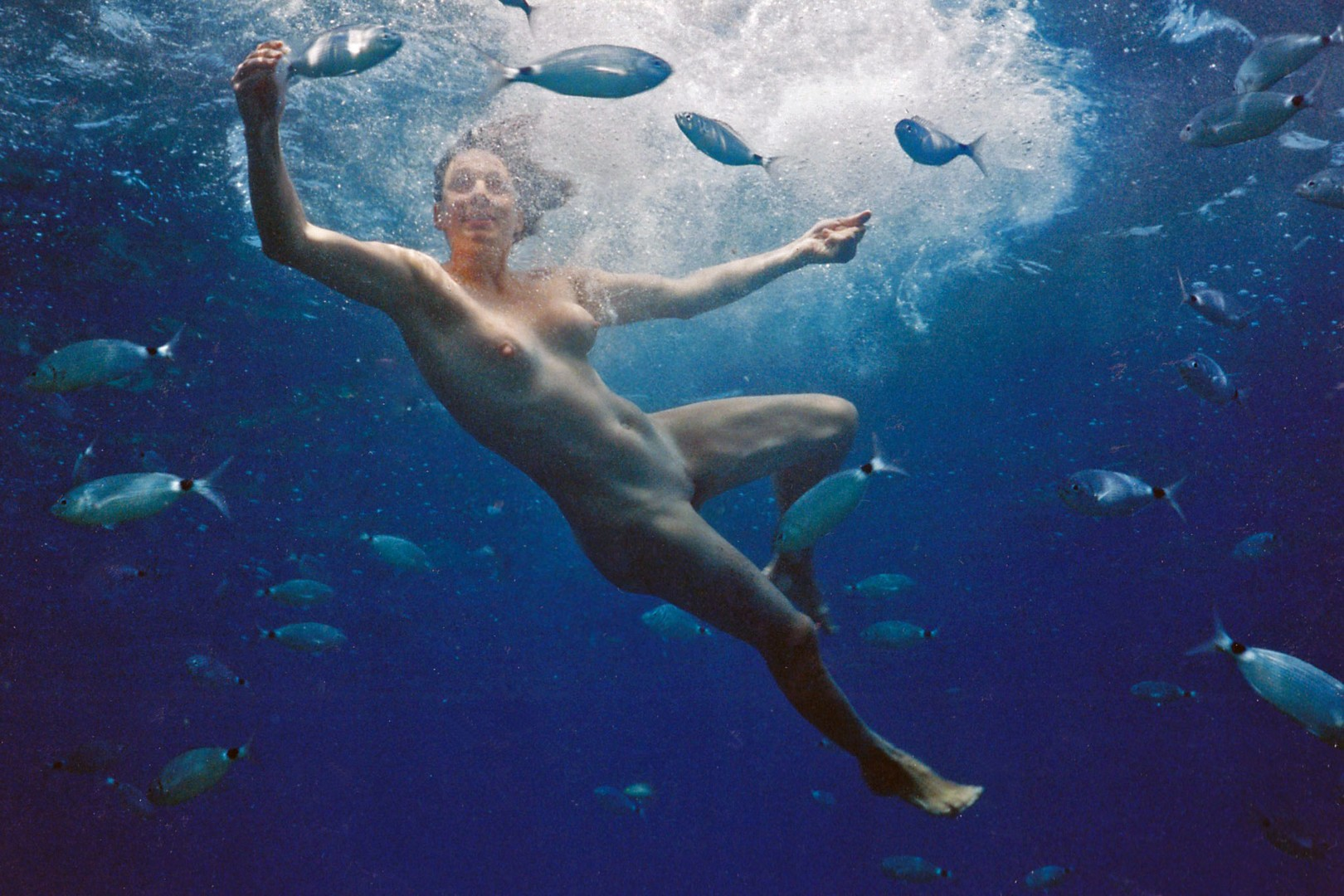
Du blanc au bleu, 2011
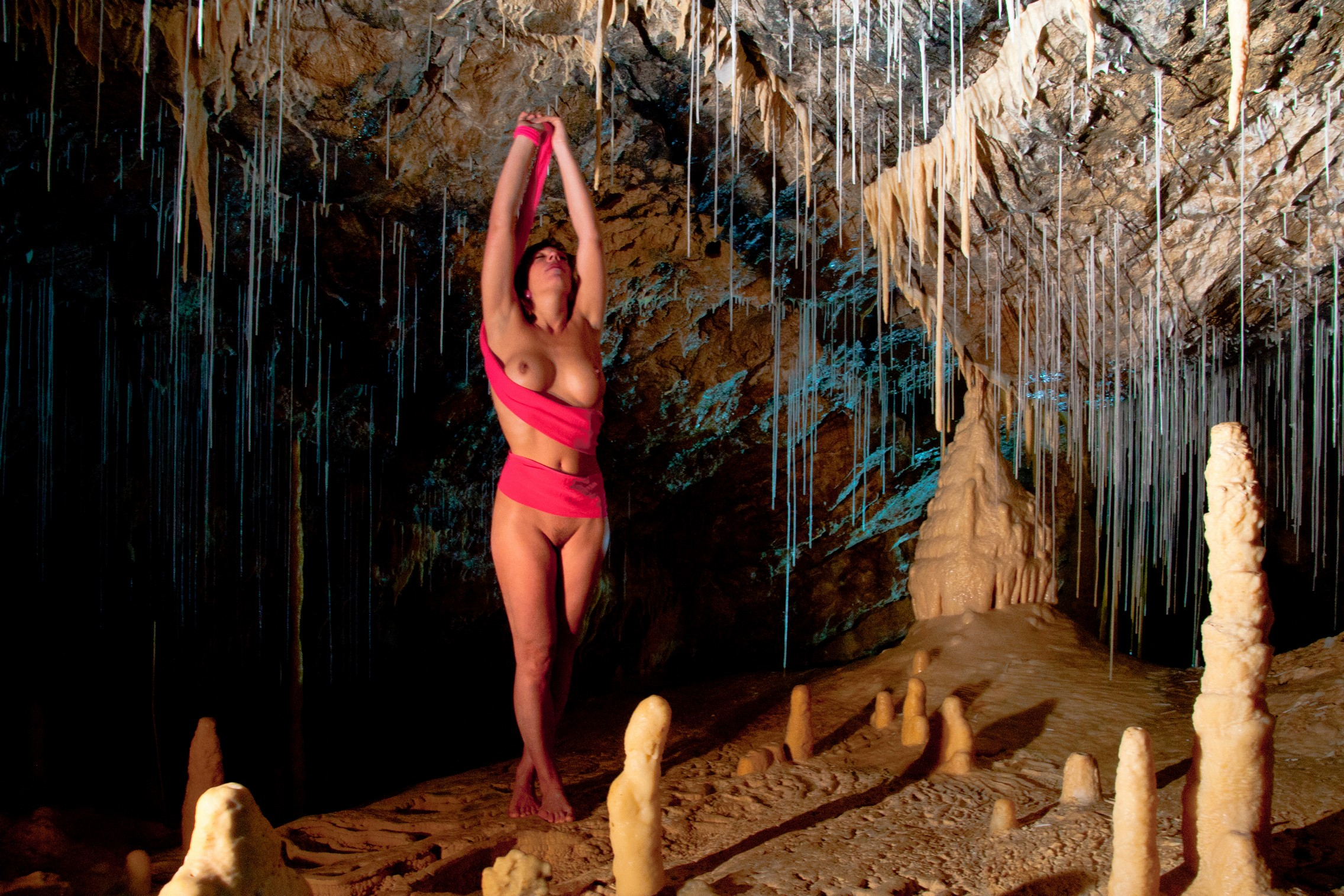
Symphonie souterraine, 2011
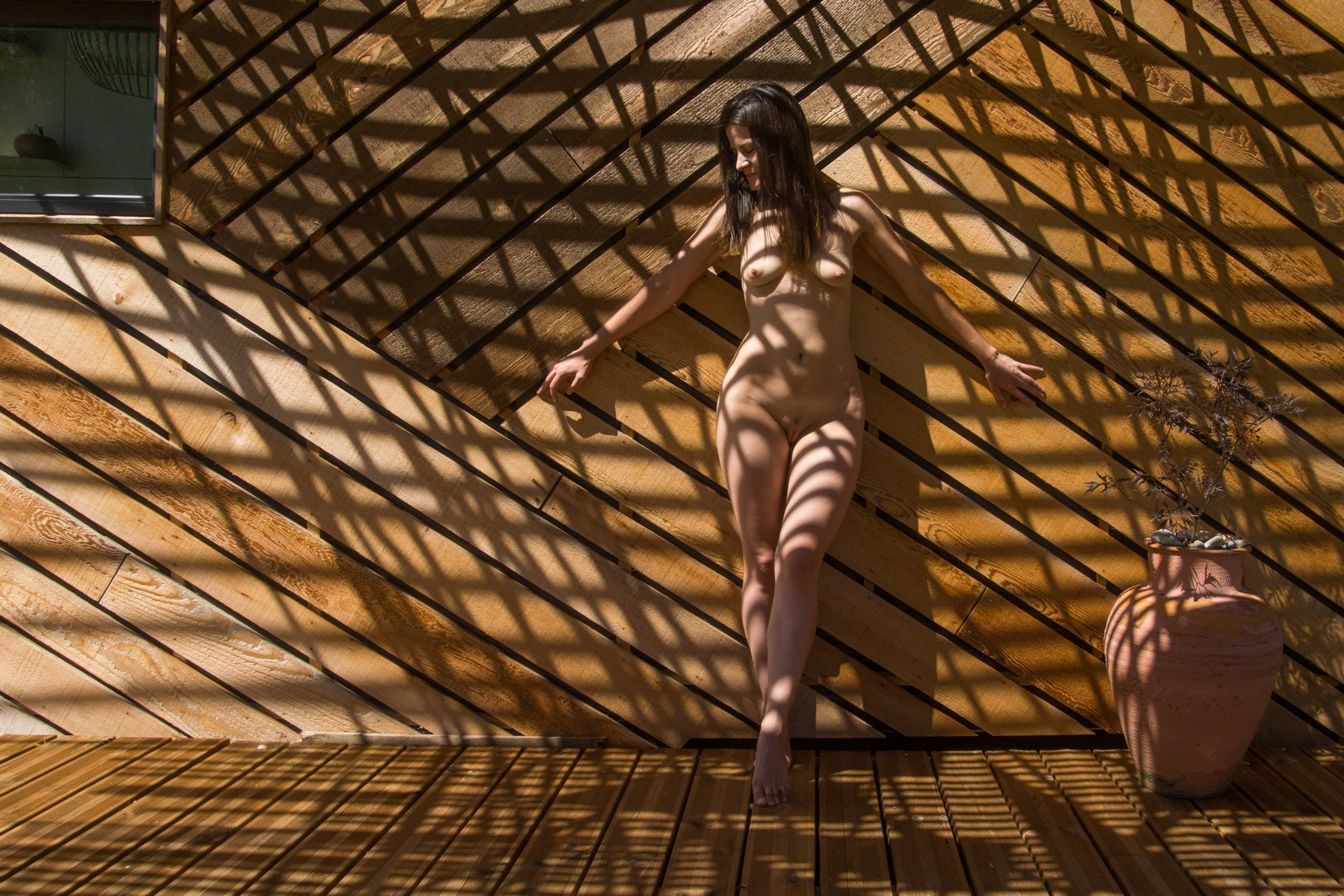
Striures ombrées, 2020
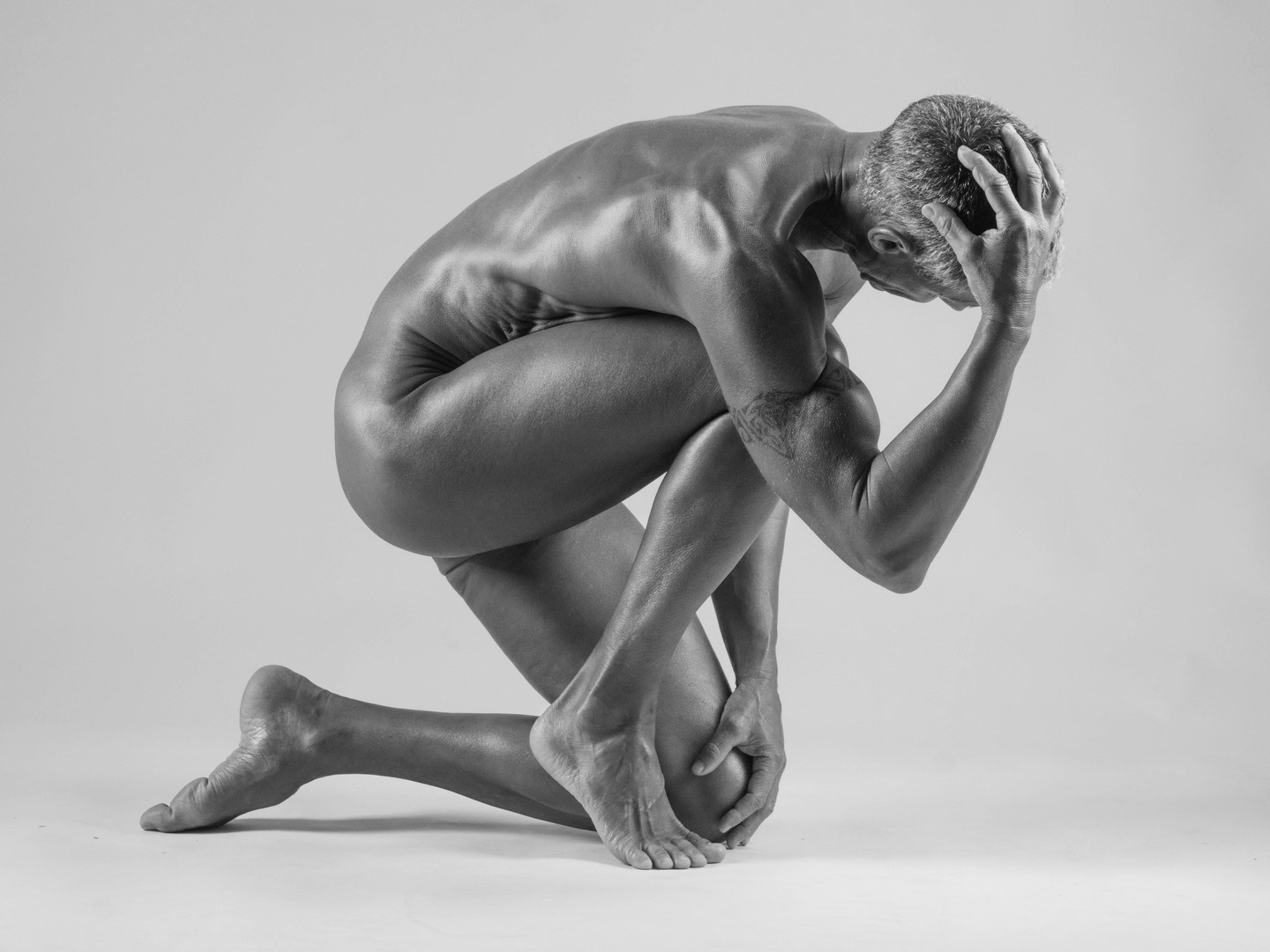
Académie au masculin, 2017
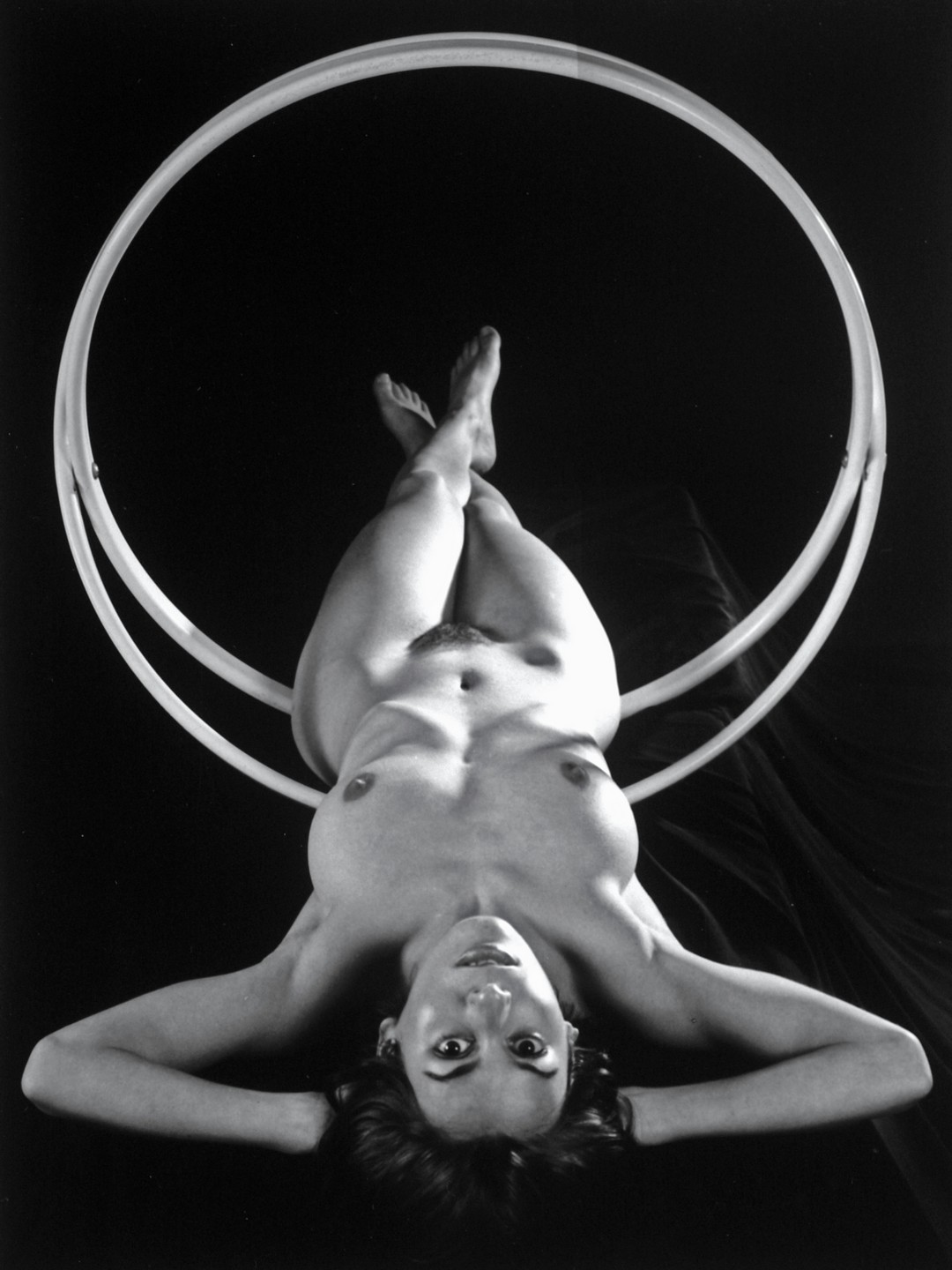
Corps encerclé, 2000
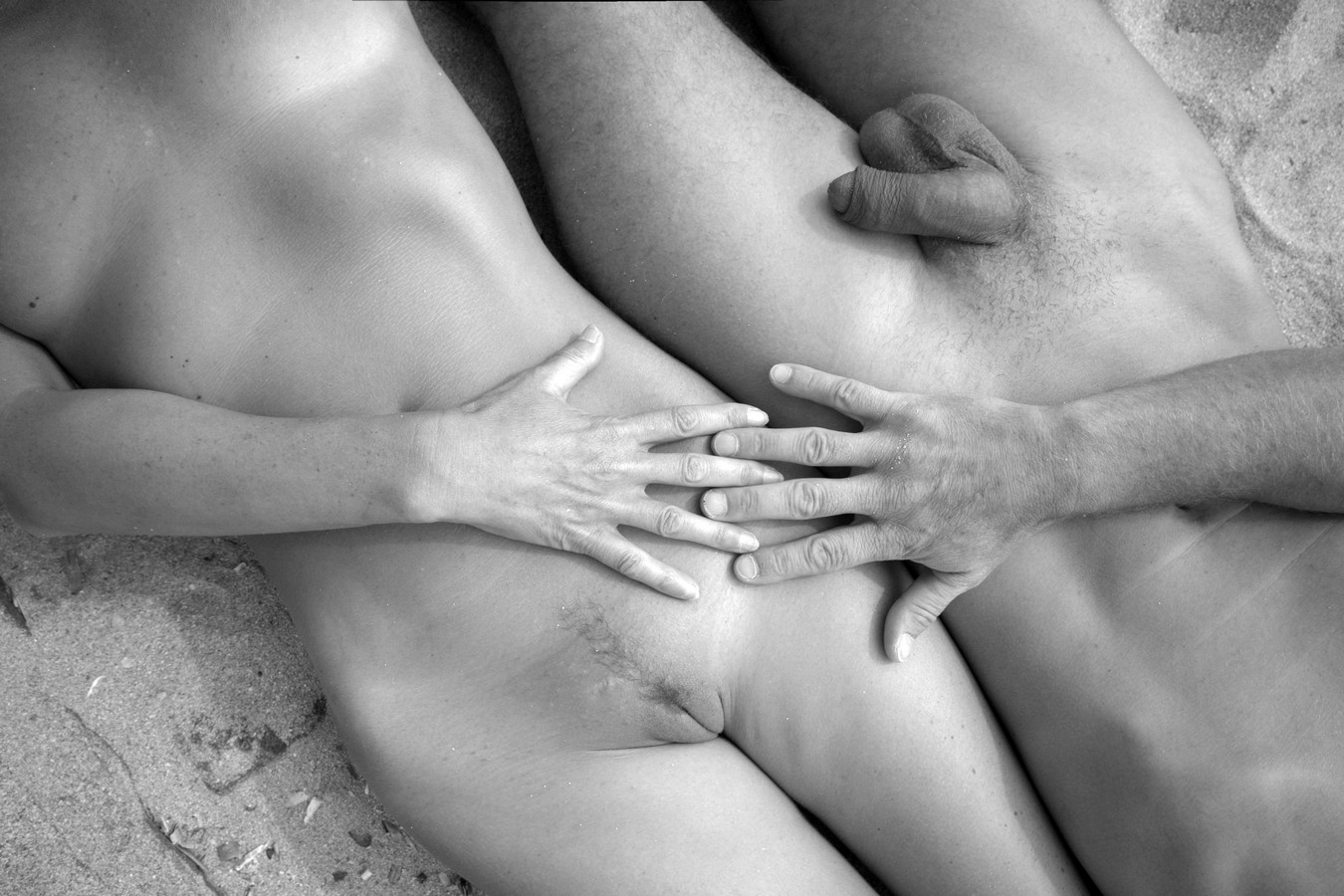
Attraction mutuelle, 2011
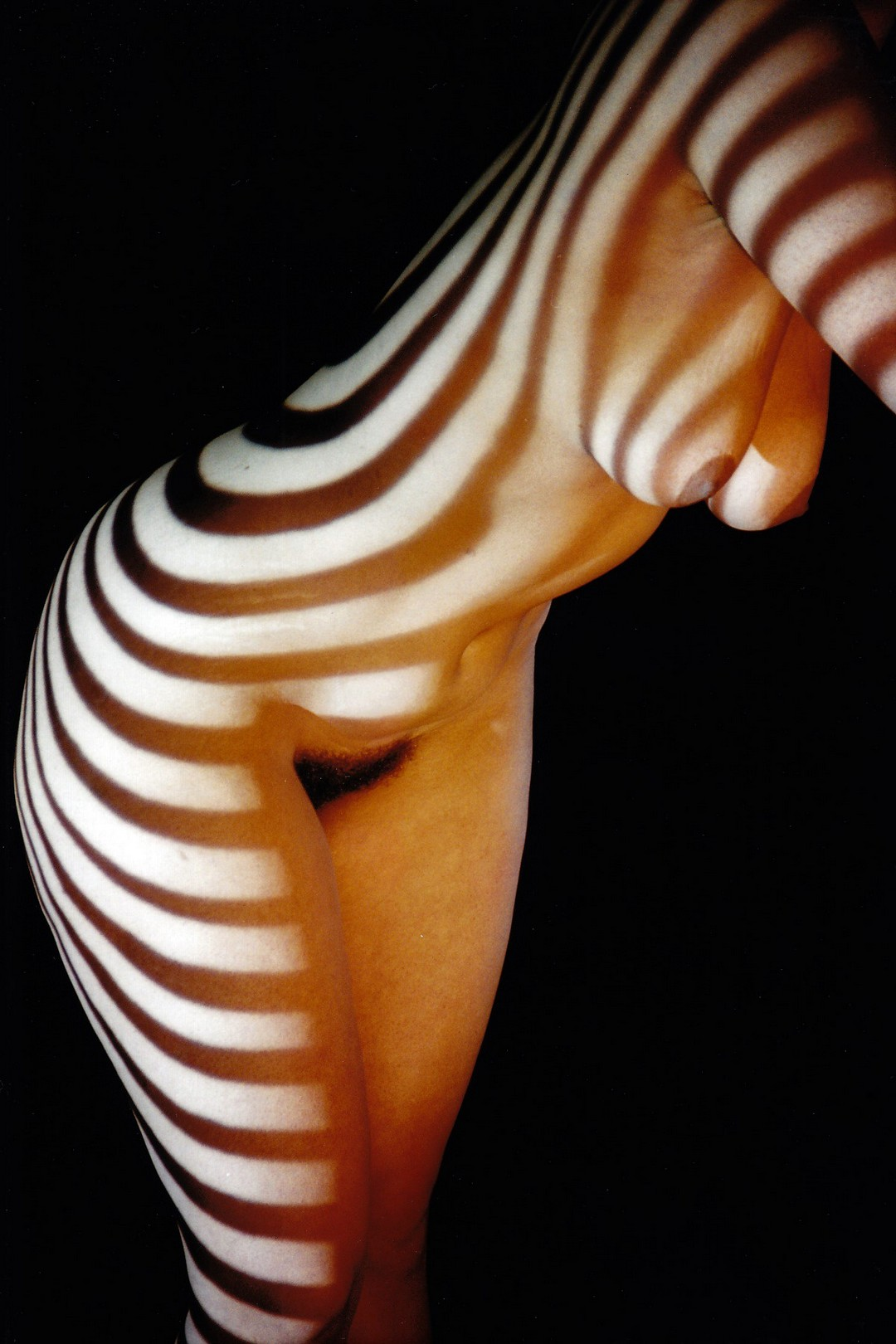
Jeu de lignes, 2000
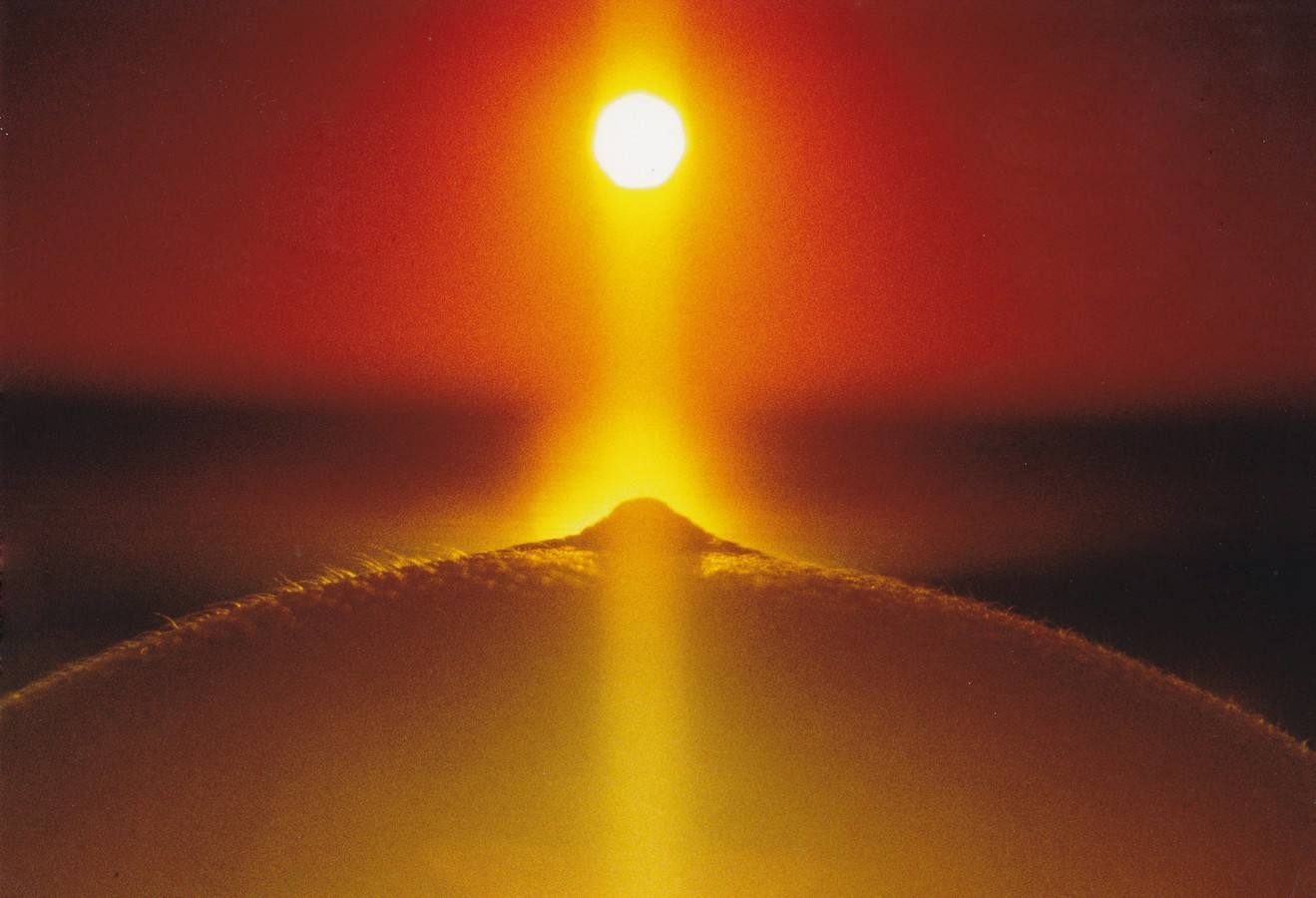
Sommet céleste, 1989
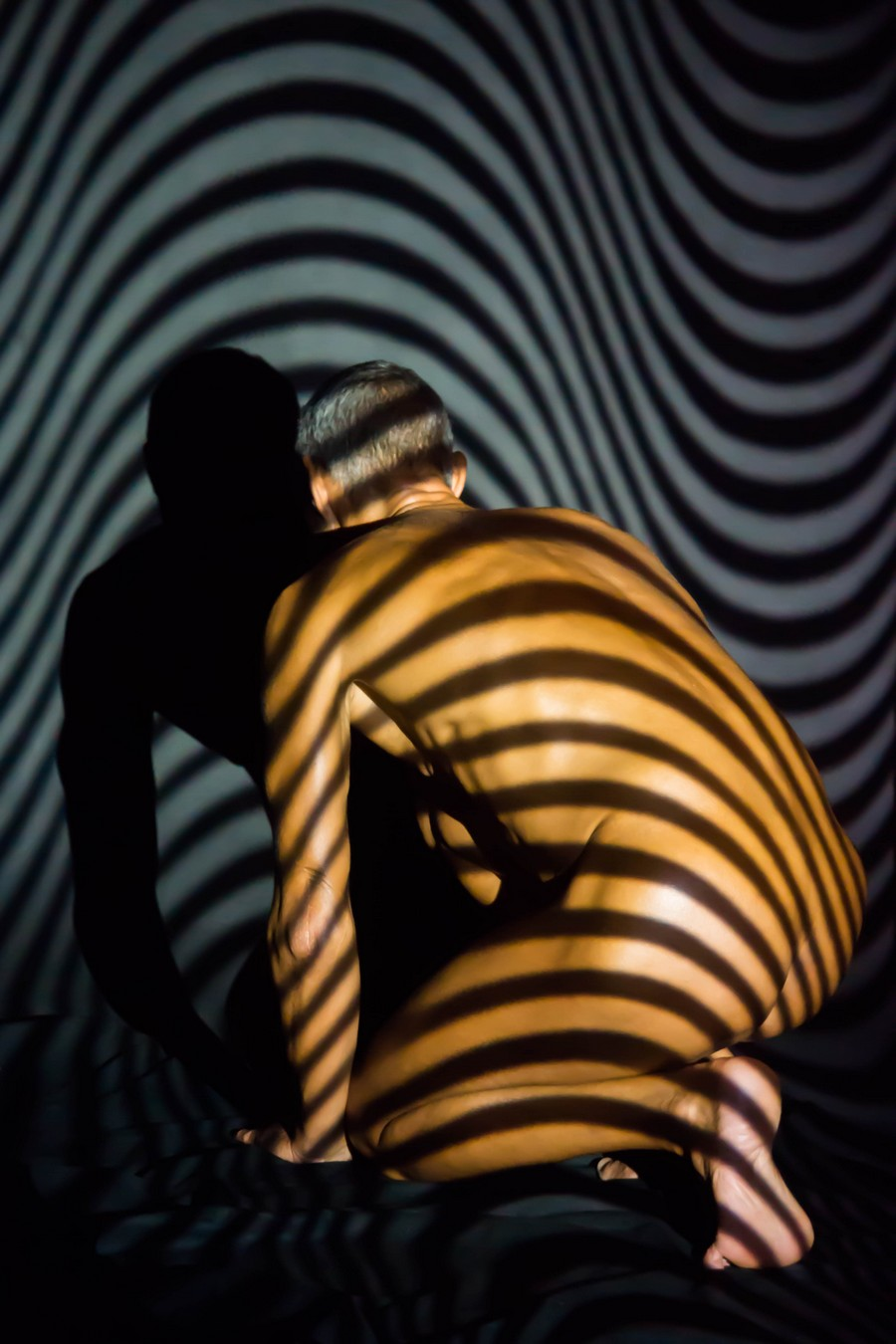
Lignes courbes, 2017
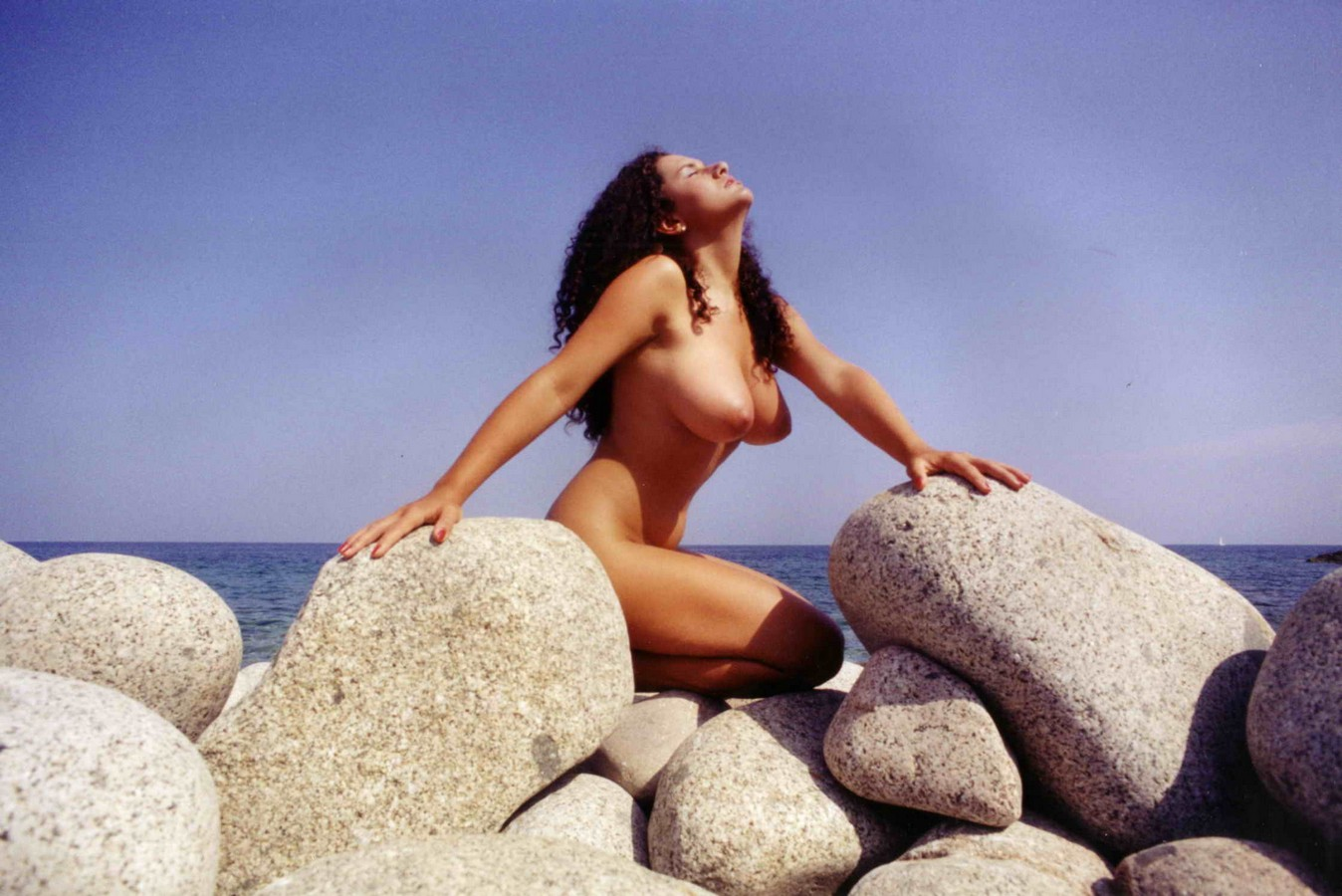
Rondeurs naturelles, 1995
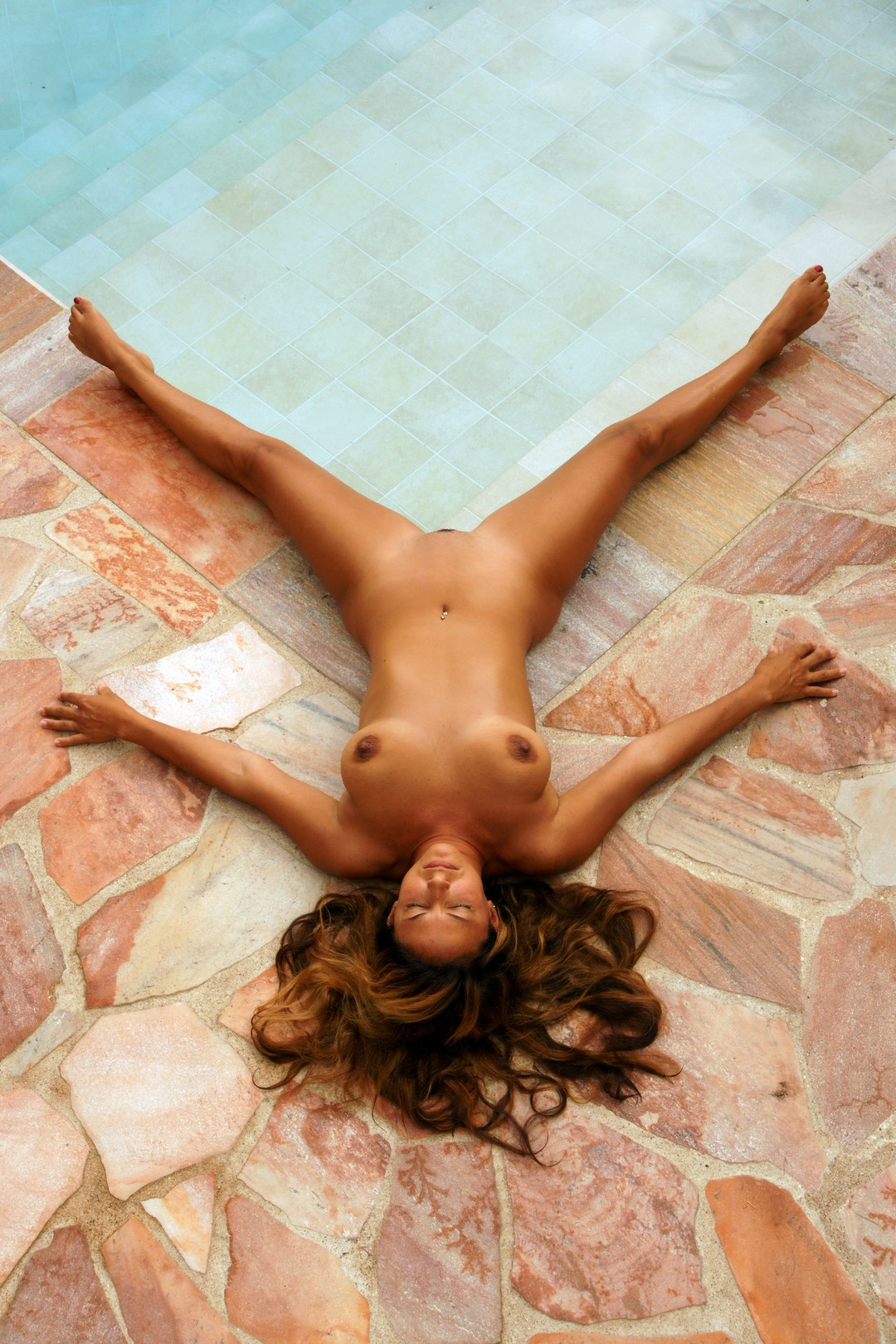
Le grand écart, 2009
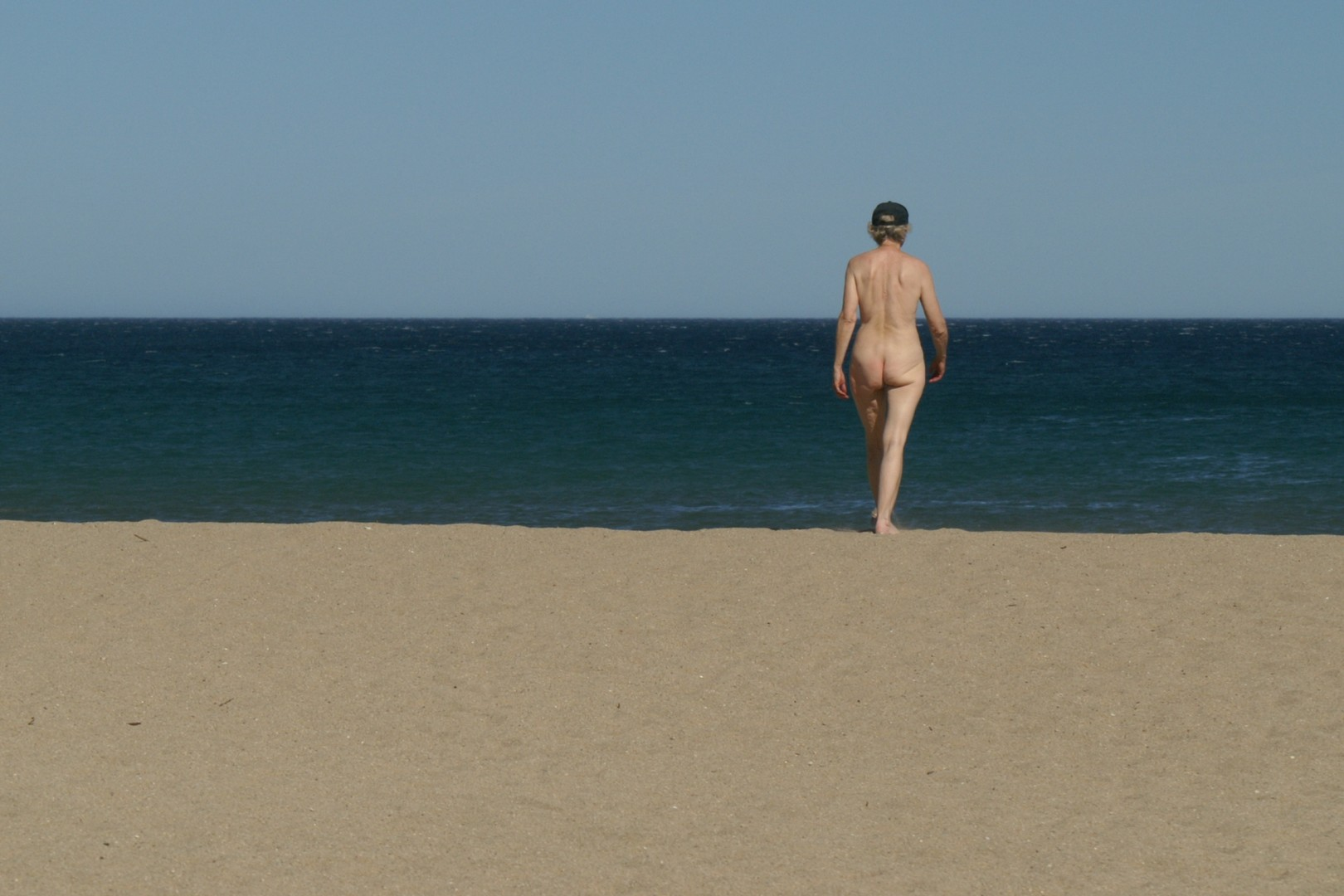
La plage de Saint-Aygulf, 2006